# Delahaye
Delahaye (Делає) — з 1894 року французький виробник автомобілів. Штаб-квартира знаходиться в Турі. У 1927 році фірма увійшла у концерн SAEG. У 1933 році фірма купує компанію Chaigneau-Brasier, а у 1935 році — Delage. У 1953 році компанію купує фірма Hotchkiss. У 1954 році компанія припинила виробництво автомобілів.

## Еміль Делає
Еміль Делає народився в 1843 році в місті Тур, який був центром департаменту Ендр і Луара, у сім'ї набивщика П'єра-Огюста Делає. У 1859 році вступив до Імператорської школи мистецтв і ремесел міста Анже, до речі, її ж потім закінчить інший відомий автопромисловець — Луї Деляж, яку закінчив з дипломом інженера в 1863 році. Після закінчення вищого закладу він їде до Бельгії, де працює в брюссельській фірмі Cail & Cie, яка займається виробництвом залізничних складів. У 1870 році Еміль повертається на батьківщину, бо його покликали інженером на північно-західний фронт під час франко-прусської війни, 1873 року він одружується і переїжджає в рідне місто Тур. У 1878 році Еміль став керівником заводу Луї-Жульєна Бретона, який займався виробництвом сільгоспінструментів і печей для виготовлення керамічної плитки та цегли. Через рік Делає викуповує фірму в роботодавця і перейменовує її в Em. Delahaye et Cie.
У середині 80-х років Еміль захоплюється паровими двигунами і починає навчання в цій галузі, крім іншого, налагодивши виробництво цих самих парових агрегатів у себе на фірмі. Попутно він дізнається про двигуни внутрішнього згоряння, які зацікавили його. У 1888 році Еміль Делає будує свій перший ДВЗ, який встановили на човен, а через рік цей двигун виграє золоту медаль і грошовий приз на Паризькій всесвітній виставці , до речі, до неї і була тимчасово побудована башта Ейфеля.

## Заснування компанії Delahaye

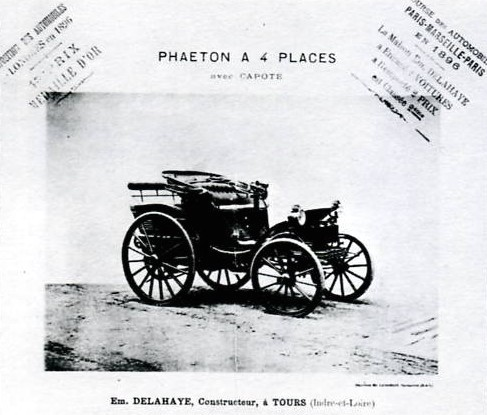
Delahaye Type 1 6CV Phaeton

У 1890 році, дізнавшись про самохідні екіпажі месьє Бенца і Даймлера, француз загорівся будівництвом аналогічних апаратів. Через чотири роки з'являється автомобіль, який на 100 % був французьким. Тоді ж з'явилися перші французькі машини, що були побудовані за німецькими ліцензіями. Щоправда, Delahaye Type 1 також був побудований з оглядкою на німецький Benz Victoria.
2-циліндровий 2.5 л опозитний двигун знаходився в задній частині кузова, коробка передач мала два ступені і за допомогою ременя приводила в дію задні колеса. Сам кузов кріпився на трубчастій рамі, серед інноваційних моментів була наявність електричного запалювання. У грудні 1895 року в Парижі проходить велосипедно-автомобільна виставка Salon des Cycles et Automobiles, проте, як не дивно, машин на виставці було представлено не так вже й багато: Panhard-Levassor, який виставив машини, починаючи з фаетона і кінчаючи каретами швидкої допомоги, La Societe Gladiateur показав свої трицикли, De Dion-Bouton притягнув свою парову машину і трицикл з ДВЗ. Обширніше всіх був представлений стенд фірми Peugeot, по одній машині привезли фірми Lepape, Roger, Loyal і нікому не відомий Delahaye з Туру.
Однак інтересу автомобілі фірми не викликали, тоді Делає вирішує виставити свої машини на 1600 км гонки Париж-Марсель-Париж, які проходять у 1896 році. Делає готує дві машини: одну — для себе, другу — для Ернеста Аркдакона. Однак перегони, заплановані на липень місяць, були перенесені на останній тиждень вересня, змагання 13-ти машин супроводжував сильний шторм, який повалив дерева на ділянці від Осера до Діжона, тож гонщикам доводилося старанно об'їжджати їх, витрачаючи час, не покращували хід гонки і зливи, які розмили дороги. Переміг у тому змаганні Panhard et Levassor під управлінням Меяра, який показав середню швидкість у 25 км/год, шостим Аркдакон прибув до фінішу з середньою швидкістю в 22 км/год, а сам Делає фінішує 8-м, найдовше довелося чекати Парі, який їхав на Bolee, показавши воістину черепашачу швидкість — 12 км/год. Принаймні факт, що машини без поломок дійшли до фінішу, пішов на користь, і автомобілі стали продаватися.
У 1897 році Аркдакон бере участь у гонці Париж-Дьєп, який проходить у відмінну сонячну погоду, і в підсумку Ернест фінішує вже третім, слідом за такими грандами, як De Dion і Panhard et Levassor. Що цікаво, машини тоді ділилися за класами не за кількістю циліндрів або потужністю, а за кількістю місць у машині, так-от Куртуа, який їхав на 6-місному Delahaye Type 1 6CV, виграє у своєму класі, в якому був всього один учасник, зате на Peugeot.
У березні 1898 року Куртуа бере участь у гонці Париж-Ніцца, де приходить 28-м, а Жорж Моран, який вперше виступав за цю марку, приходить 16-м в загальному заліку, через два місяці на гонках в Періжо ця машина приходить до фінішу шостою під управлінням Де Соляжа. У липні проходить марафон Париж-Амстердам-Париж, в класі автомобілів з кузовом «Touring» перемагає Type 1 6CV під управлінням Живе, так як справи йдуть дуже добре, то Еміль Делає погоджується розширити виробничі потужності за рахунок фірми його нових знайомих — Жоржа Морана, який ганяв на його машині, і чий батько володів в Парижі компанією, що займається виробництвом гідравлічних механізмів, і його зведеного брата Леона Демаре.

Delahaye Type 2 6/8CV Limousine

Водночас директором заводу стає Шарль Вайффенбах, якого всі називають «Месьє Шарлем», етнічний німець, тому прямолінійний, точний і строгий. Тоді ж модельний ряд розширюється за рахунок Type 2 6/8CV з 2.6 л двигуном і одноциліндровою моделлю Туре 0 6CV з об'ємом мотора 1.4 л.
Усі три машини були однакової конструкції, коробка передач тепер була 3-ступінчастою, але ремінний привід зберігся, двигуни машин мали рідинне охолодження. Крім легкових автомобілів, за ліцензією німецького Daimler-Motoren-Gesellschaft починається виробництво 2-циліндрових вантажівок.
У 1899 році було вже побудовано 600 автомобілів, в той же рік Ернест Аркдакон повертається за важелі управління Delahaye, йому довіряють 8-сильну машину для участі в марафоні Ніцца-Кастеллан-Ніцца, де він фінішує 8-им в загальному заліку, а Біссо, що їхав на такій же машині, — 12-им. Через два роки тяжко хворий Еміль Делає залишає справи і йде на спочинок, їдучи в Рів'єру, а на місце головного конструктора приходить працювати Амадей Варле, фірма ж перейменовується в Société des Automobiles Delahaye.

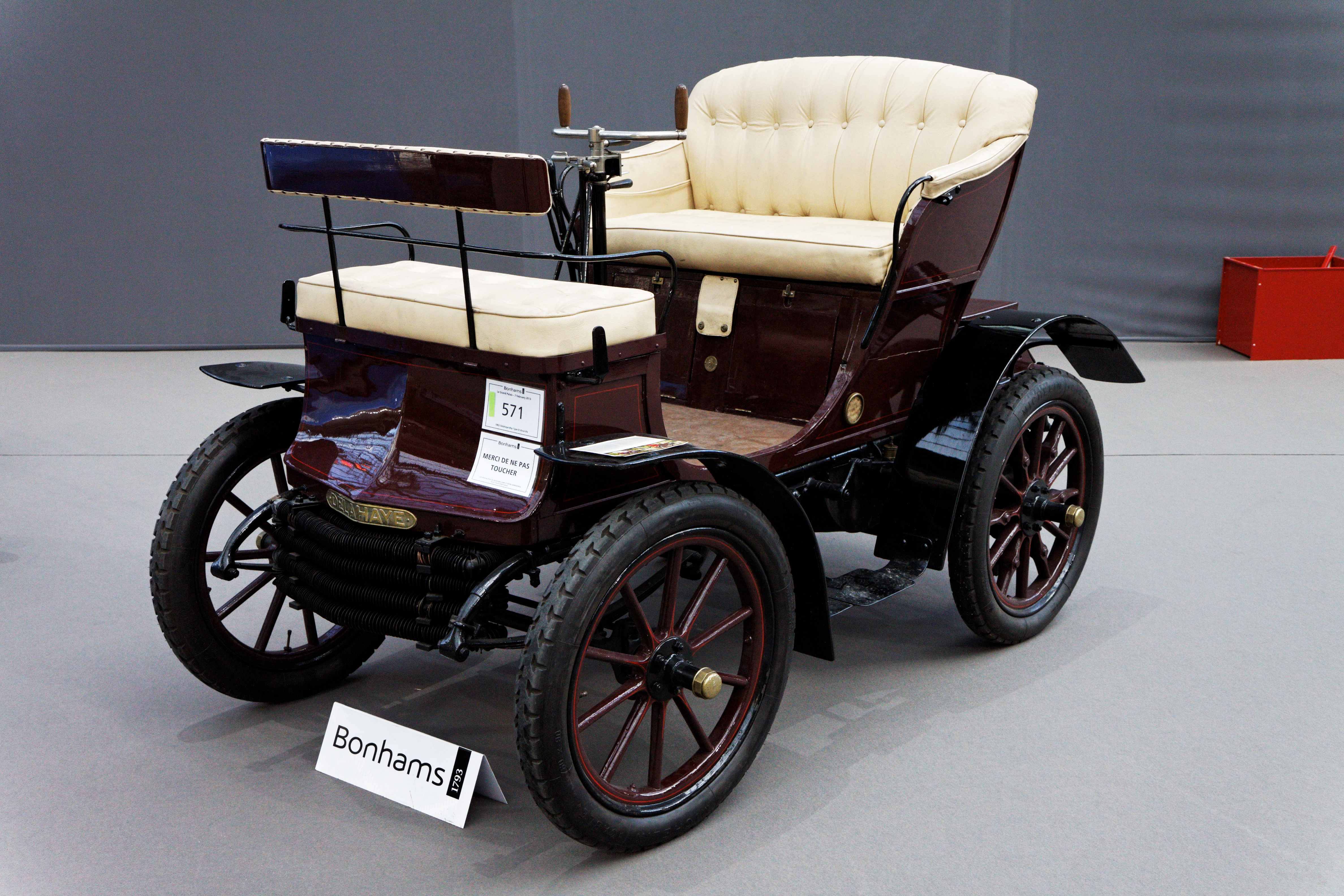
Delahaye Туре 10B 12/14CV

Варле конструює в 1902 році автомобіль з переднім розташуванням мотора — Type 10В. Під капотом був новий 2-циліндровий 2.2 л двигун потужністю 14 к/с із знімною головкою. Коробка передач була 3-ступінчастою, а замість ременя з'явився ланцюговий привід, управлялася машина тепер не важелями, а круглим кермом. Цей автомобіль, а також один 4-циліндровий прототип взяли участь у своїх останніх марафонах Париж-Відень, але краще 37-го місця машини цієї марки не займають, та й то, на 37 позиції прописався прототип, а не серійний автомобіль, тому Моран і Демаре вирішують відмовитися від участі в подальших змаганнях, тим більше, за цей рік випущено вже 850 автомобілів, тому, на жаль, 7-літровий гоночний автомобіль з головкою DOHC так і не з'явився на трасах, давши шанс вписати в графу перших автомобілів з двома верхніми розподільчими валами ім'я фірми Peugeot, яка впровадила такий мотор тільки в 1912 році на своїй легендарній гоночній машині.
Проте досліди з 4-циліндровими моторами не проходять даремно, в 1903 році з'являється Туре 13В 24/27CV з 4-циліндровим 4.4 л двигуном, через рік з'являється більш потужна версія — Туре 21 28CV з 4.9 л мотором, який був здатний розвивати 95 км/год, особливістю мотора цієї машини була наявність водяного охолодження випускного тракту. Крім цієї машини з'являється Туре 15В з 2-циліндровим 2.7 л мотором.

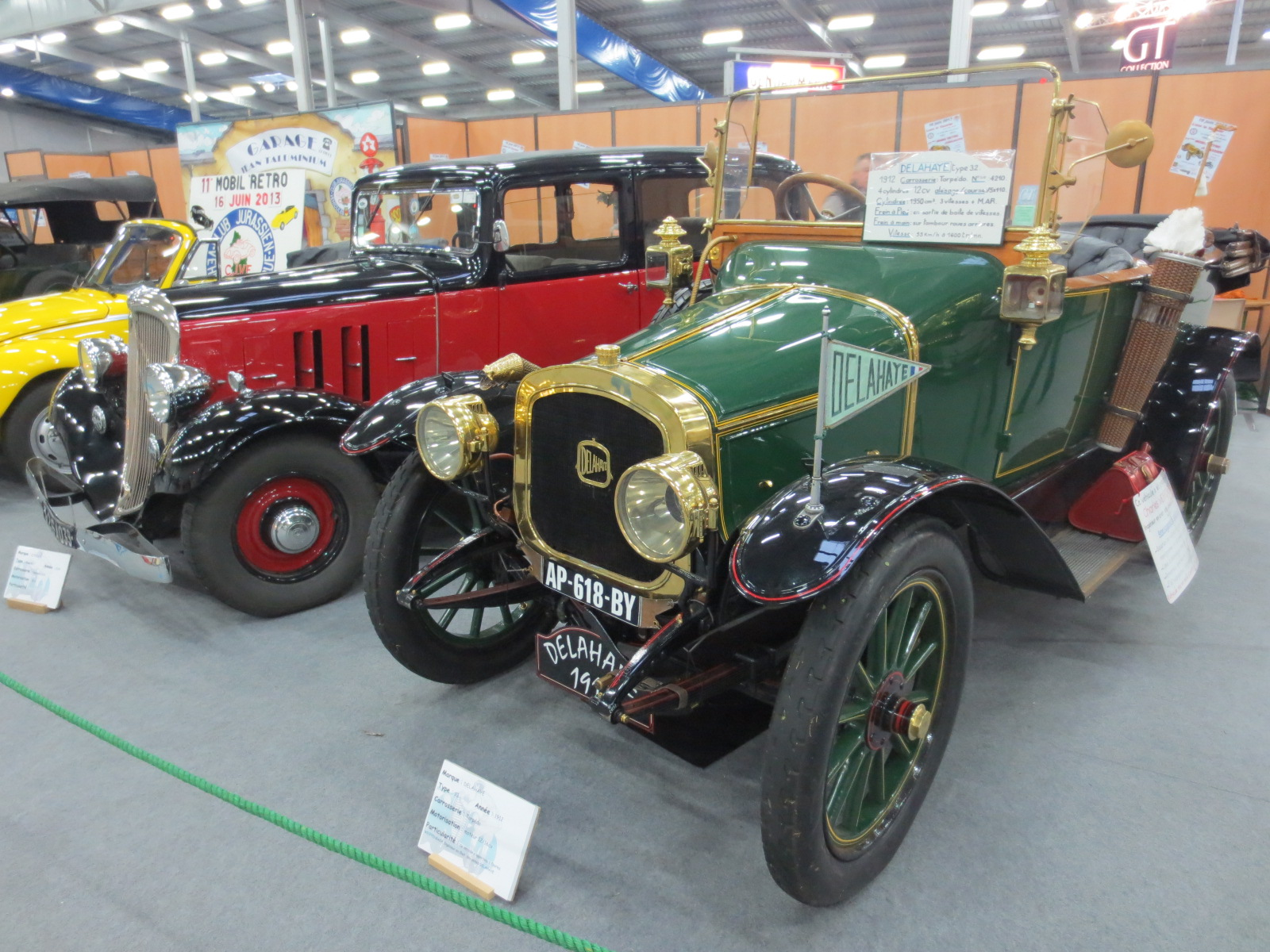
Delahaye Typ 37 9CV Roadster

У 1905 році з'являється модель Туре 37 9CV з 1.2 л 4-циліндровим мотором, тоді ж королю Іспанії Альфонсу 13-му поставляється діаметрально протилежна модель — 45/60CV з 8-літровим мотором, щоб машина ефективно гальмувала, її оснастили подвійним гальмом, щоб барабани не перегрівались при екстреному гальмуванні.

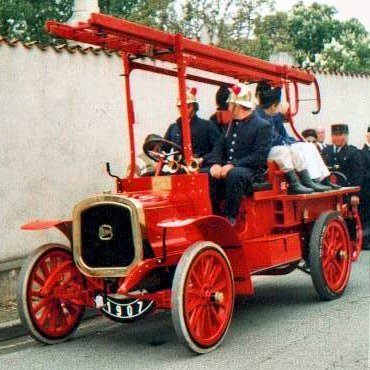
Пожежний автомобіль на базі Delahaye

У цьому ж році приходить з Рів'єри сумна звістка — вмирає Еміль Делає, який хоч і не керував фірмою безпосередньо, але до його думки прислухалися. У 1906 році фірма будує перший в світі пожежний автомобіль на базі своєї вантажівки, незабаром вантажне виробництво стане основним джерелом доходу, так само, як і виробництво пожежної техніки.
У 1907 році з'являється перша машина фірми з карданним приводом — Type 28 10CV з 2-циліндровим 1.2 л двигуном, тоді ж починається ліцензійне виробництво автомобілів Delahaye в Німеччині фірмою Motorenfabrik Protos. Через рік з'являється Type 32 12/16CV з 1.5 л мотором, який став першим французьким автомобілем з боковим розташуванням клапанів, сам двигун тепер втратив головну фішку фірми — знімну головку, і став моноблочним. У 1909 році в США з'являється дуже схожий на французькі машини автомобіль, фірма White з Огайо, вирішила припинити виробництво паромобілів і перейти на випуск авто з ДВЗ, тому просто вкрали конструкцію, але французи вирішили не подавати до суду.

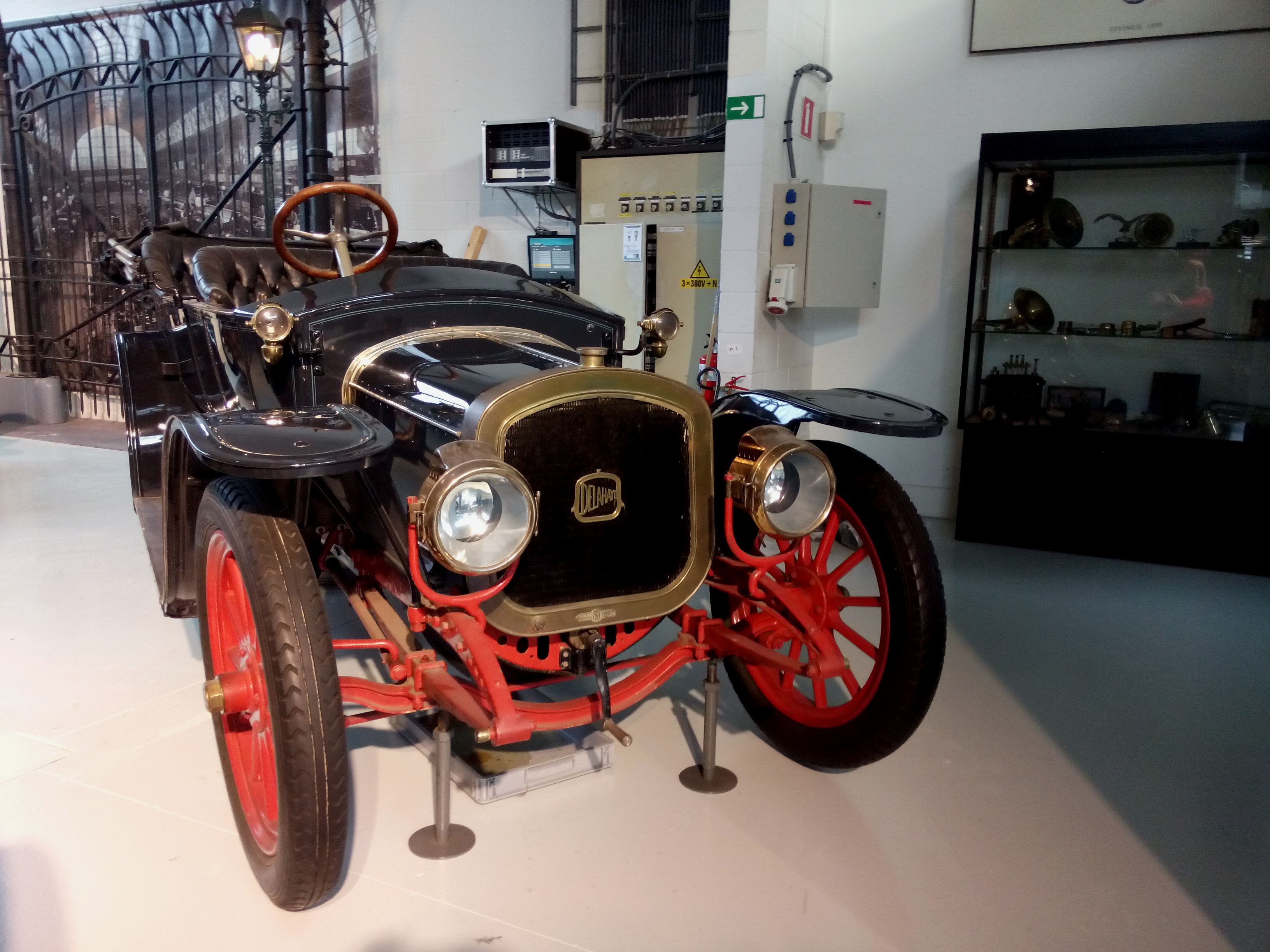
Delahaye Type 58 20CV Limousine

У 1910 році Type 32 отримує 1.9 л мотор, і тепер машина називається Type 32D 20CV, але вже в 1911 році замість неї з'являється модель Type 58 12/16CV з точно таким же мотором, але замість ланцюгової передачі тепер встановлений кардан.
У тому ж році з'являється автомобіль з першим у світі серійним V6, це був Туре 44 18/24CV з 3.2 л мотором, який мав два розподільчих вала, кожен з яких рухав свої три циліндри, однак V6 був досить трясучим мотором, тому майже 35 років ніхто не використовував таку формулу на своїх моторах, поки фірмі Lancia не вдалося в 1950 році вирішити проблему з вібраціями. Останньою передвоєнною легковою моделлю стала Туре 32, яка цього разу отримала 2.9 л мотор, так як почалася війна, то виробництво легкових автомобілів було згорнуто, а за замовленням уряду починається масове виготовлення вантажівок Туре 59 з 5 л 60-сильним мотором, які успішно обійшли своїх конкурентів під час випробувань.

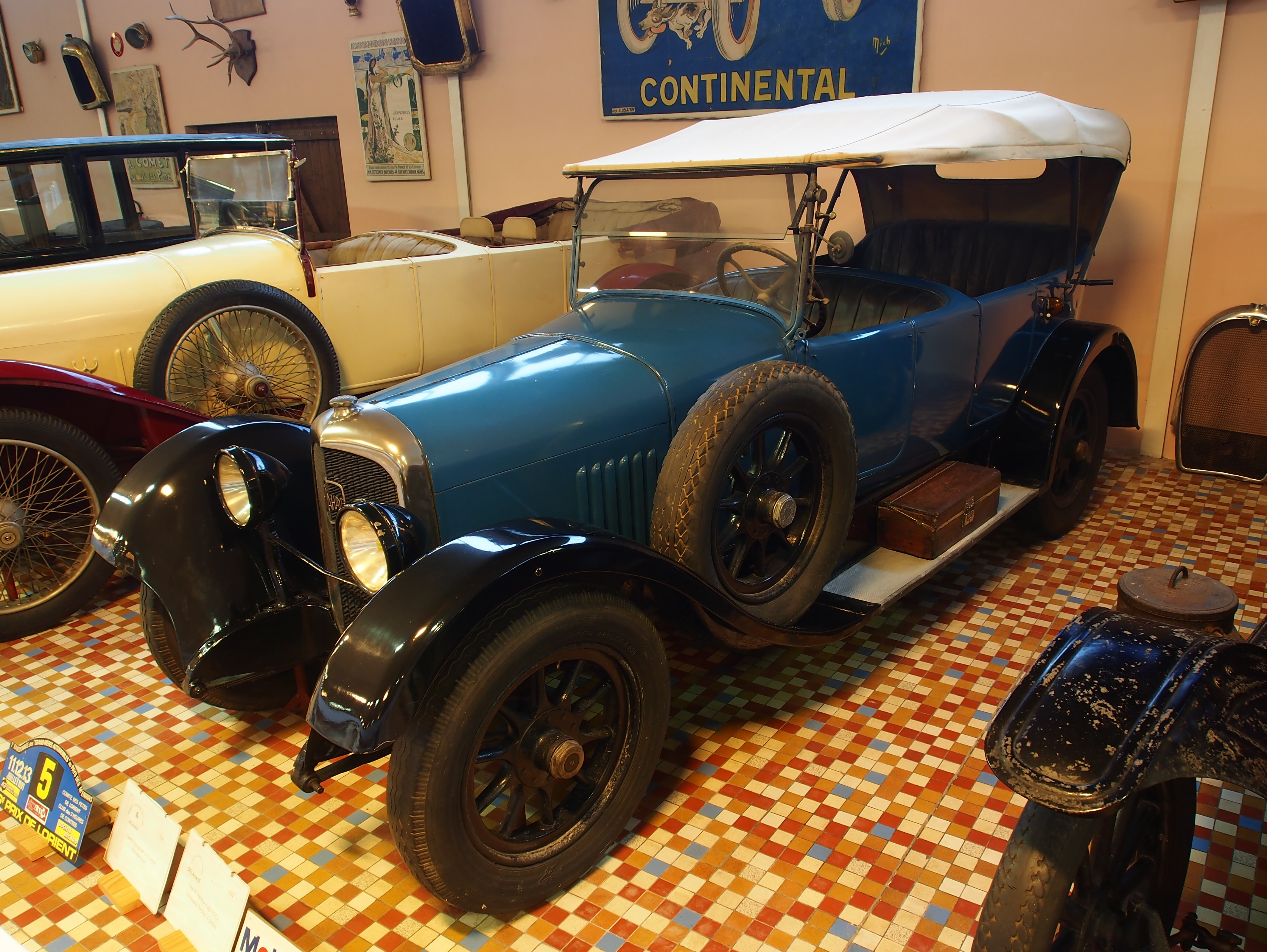
Delahaye Type 87 Torpedo

Після війни фірма вирішує відновити виробництво легкових автомобілів, час був небагато складним, тому було вирішено запустити довоєнні моделі, які отримали як стандартне устаткування електричні стартери і 4-ступінчасті коробки передач, першою в 1919 році стала модель Туре 64N 15CV, донором для якої стала модель Туре 32. Слідом за нею навесні 1920 року з'являється модель Туре 84 13/18CV з 6-циліндровим 2.9-літровим мотором потужністю 40 к/с, машина була досить добре зібрана і користувалася певним успіхом, хоча продажі машин мінімальні, виготовляється всього одна машина в день, тобто близбко 300 машин на рік. У 1921 році ця модель обзаводиться гальмами всіх коліс, тоді ж на ринок виводиться більш молодша модель з 1.8 л 30-сильним мотором — Type 87 10CV, яка правда залишалася однією з найдорожчих у своєму класі.

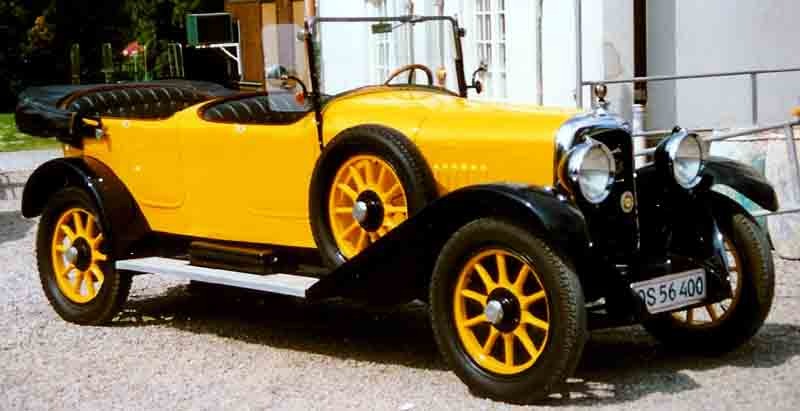
Delahaye Type 84N

Через рік на 2.9-літровий мотор ставлять алюмінієві поршні і другий карбюратор, що дозволяє зняти з того ж об'єму 48 к/с, оновлена версія отримує назву Type 84N, одночасно з нею з'являється більша версія з 4.1 л мотором — Туре 82.
У 1924 році з'являється Type 92 з 2.5 л 4-циліндровим мотором, цю машину випробовують на новій трасі Монлері, до радості жителям Парижу, яким більше не заважає шум від випробовуваних зразків, слідом за нею виходить модель Туре 102 12CV з 2.6 л мотором, ця машина була спортивною версією попередньої і оснащувалася спортивними кузовами, в тому числі і від Анрі-Жана Лабурдета, який профілювався на кузовах типу «Skiff». Через рік з'являється і спортивна версія моделі Туре 87 10CV, яка отримала індекс Туре 97 10CV, а потужність 1.8 л мотора зросла до 50 к/с.

## Компанія Delahaye у складі концерну SAEG

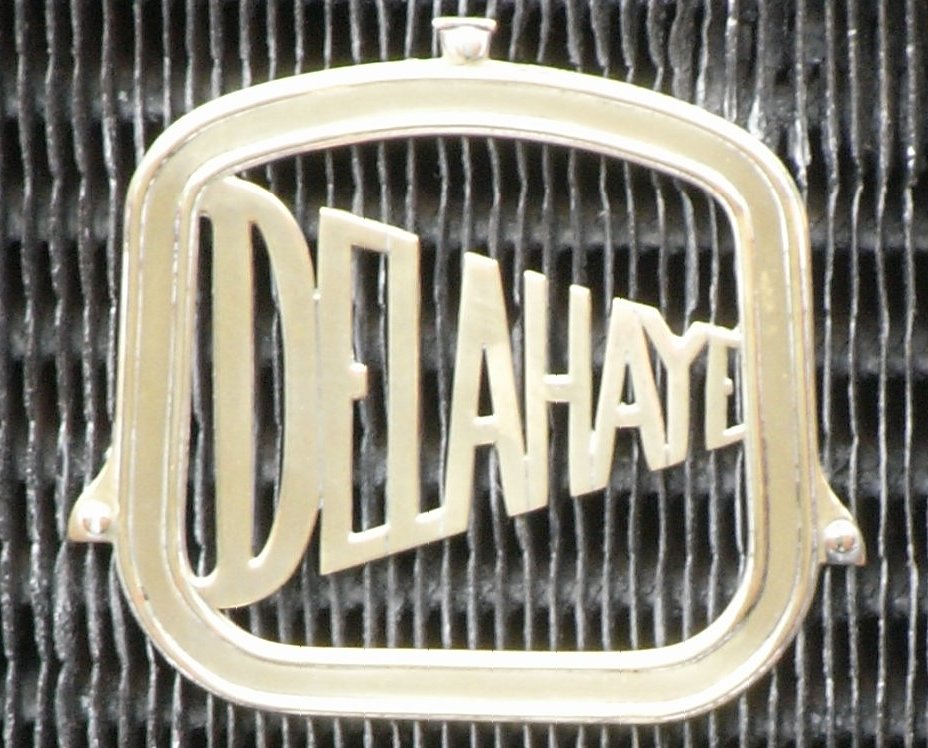
Логотип Delahaye

Середина 20-х для багатьох невеликих виробників стала важким часом, одна справа, звичайно, що економіка зростала, як мильна бульбашка, але з іншого боку, більші фірми, що випускають свою продукцію масово, почали грати цінами, плюс на європейському ринку активізуються американські бренди. Щоб протистояти американцям і фірмі Андре Сітроена, Вайффенбах вирішує створити об'єднання французьких фірм, у підсумку фірми Chenard-Walker, FAR і Unic об'єднуються в січні 1927 року в групу SAEG, яка повинна була стати французьким аналогом концерну General Motors. У ході співробітництва Chenard-Walker отримує більшу модель U8 16CV, яка була технічною копією нового Delahaye Type 112 16CV з 2.9 л мотором потужністю 53 к/с. У 1928 році з'являється модель Туре 107 з 1.8 л 38-сильним мотором, яка була практично аналогом Chenard-Walker F1 10CV, більша модель Type 108 14CV була оснащена 6-циліндровим 2.5 л мотором, і також мала побратима у фірми Chenard-Walker, який називався Т8 14CV.
Через рік з'являються ще два клони: Delahaye Type 109 10CV і Delahaye Type 110 12CV — копії Chenard-Walker Y6 з 1.5 л двигуном конструкції Рікардо, вони навіть вироблялися в Аньєр-сюр-Сен, тобто на заводі фірми Chenard-Walker. Ці машини відрізняла наявність плоского радіатора прямокутної форми, або як їх тоді називали, американського типу.
У 1930 році припиняється виробництво моделі Туре 112, а через рік — і всіх інших моделей, окрім типу 108, який до кузова родстер отримує і версію купе з 4-ма вікнами, або по французькій специфікації — Coach, ще однією моделлю, яка значиться в каталозі, була модель 124 12CV. У 1932 році виходить ще одна лінійка моделей, яка вже не має клонів в групі SAEG, куди ще влилися фірми Rosengard і Donnet-Zedel, так як він розпадається до цього часу, то знову в каталогах з'являється 2.9 л автомобіль, але тепер під індексом Type 126 16CV, а також Type 122 10CV і Type 123 10CV, які мають однаковий мотор і розрізняються тільки кузовами.
Проте продажі машин все одно залишаються на низькому рівні, продукція фірми нічим не виділяється серед десятків подібних марок, а фірма залишається на плаву тільки завдяки збуту комерційного транспорту, правда і на нього падає збут під час економічної кризи. Вайффенбах вирішує закрити збиткове виробництво легкових автомобілів, але після бесіди зі своїм приятелем — Етторе Бугатті, німець вирішує переглянути свій модельний ряд. Кажуть, що «Патрон» сказав «Месьє Шарлю», що його фірма робить непогані і надійні машини, але аж надто вони нагадують його пожежні машини в мініатюрі, варто фірмі підготувати легкі і спортивні машини замість своїх масивних, і справа піде як треба. А поки фірма намагається робити перші кроки в спорті після довгої перерви, два Туре 126M і два автобуси Type 103 з 3.2 л 6-циліндровим 76-сильним мотором беруть участь в Тур де Франс, де всі вони завойовують золоті медалі за проходження траси довжиною в 5000 км без штрафних балів.

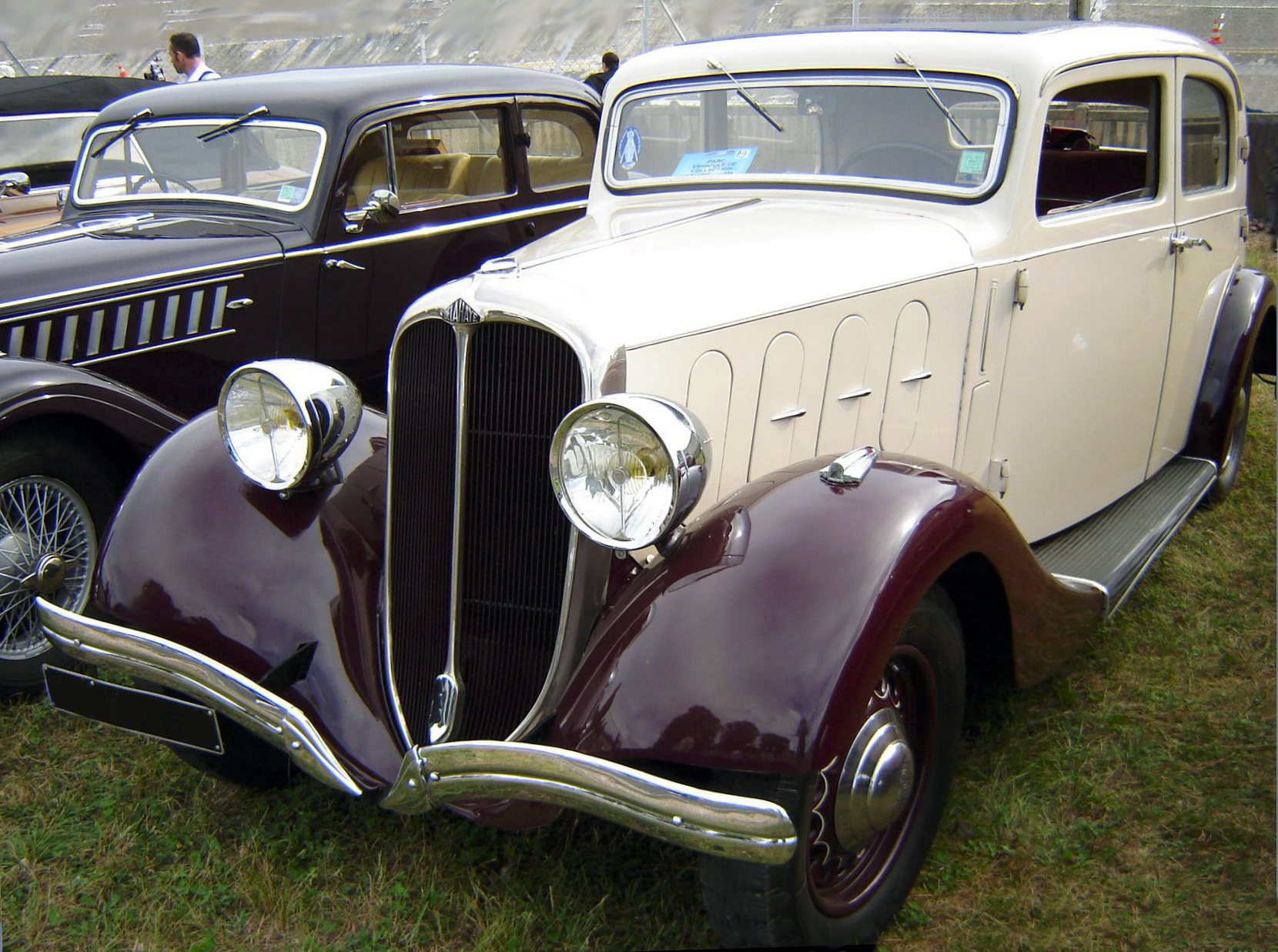
Delahaye Type 134 12CV

У жовтні 1933 року на Паризькій виставці з'явилися легкі і потужні автомобілі, це були моделі з 2.15 л 4-циліндровим 45-сильним мотором — Туре 134 12CV, і 6-циліндрові Туре 138 18CV з 3.2 л мотором потужністю 90 к/с, який отримав назву Туре 103 на честь автобуса, на який вперше був встановлений. Автором нової лінійки, яка отримала назву Superluxe, був молодий інженер Жан Франсуа, який став помічником головного конструктора Варе, якому було вже 72 роки і який вже не міг самостійно здійснити революцію в модельному ряді своєї фірми. Франсуа побудував нову легку раму коробчатого типу з незалежною передньою підвіскою, ліцензію на яку купили у французького відділення фірми Talbot, на вибір машини комплектувалися або повністю синхронізованими коробками передач, або електромеханічними фірми Cotal.
Незабаром, після виставки, в житті фірми відбувається знаменна подія, компанію відвідує молода американка, що живе в Парижі, це була Люсі О'Райлі-Шелл. Мадам Люсі була єдиною дочкою американського мультимільйонера, під час свого вояжу по Європі після Першої світової війни вона зустріла гонщика по імені Лаурі Шелл, який був родом із США, але з юних років жив у Парижі, вони одружилися і незабаром вона заразилася гонками. Так от вона приходить у фірму Вайффенбаха не просто так, а з проханням побудувати їй спортивний автомобіль, а так як у фірми немає сучасного обладнання для виготовлення таких машин, то тато єдиної доньки — містер О'Райлі оплачує всі рахунки, які надає Delahaye для покупки потрібних верстатів. Водночас фірма не забуває і про більш доступні машини, і в каталогах з'являється модель Туре 132 10CV з 1.8 л двигуном потужністю 34 к/с, ця машина будувалася на шасі Туре 134.
А поки йшли роботи над новою машиною, наявні моделі ставлять рекорди швидкості на трасі Монлері, так Туре 138 18CV намотує протягом 48 годин круги з середньою швидкістю в 172 км/год, ніколи раніше машини цієї марки не їздили з такою швидкістю, за кермом машини був Альбер Перро. У лютому 1934 року проходять ралі Париж — Сен-Рафаель, в якому перше, друге і четверте місце займають автомобілі Delahaye Type 138, причому 4-е займає сама Мадам Шелл, через місяць вона займає перше місце в класі жінок на ралі Париж-Ніцца. Потім була низка інших перемог, які закінчилися командним і жіночим кубками Альпійських ралі, в дамському класі, ясна річ, перемогла Шелл, а от командний кубок дістався заводському випробувачу Перро, Дному і Жиро.
Наприкінці 1934 року на Паризькому автошоу показують ще дві версії 138-ї моделі: Туре 138 Sport з 95-сильним мотором і Туре 138 Coupe des Alpes з 113 к/с під капотом, обидві машини надані тепер і приватним покупцям. Але в лютому 1935 року на ралі Монте Карло бере участь нова машина, яку до цього ніде не показували, це була модель Type 135 Sport, на якій беруть участь Люсі і Лаурі Шелл, які займають третє місце. Але в перебігу 1935 року в інших змаганнях беруть участь Туре 138, які в більшості випадків займають призові місця. У серпні 1935 року офіційно представляють модель Туре 135 Competition 20CV, це був, по суті, Туре 138, на який встановили 3.5 л 120-сильний двигун з трьома карбюраторами.

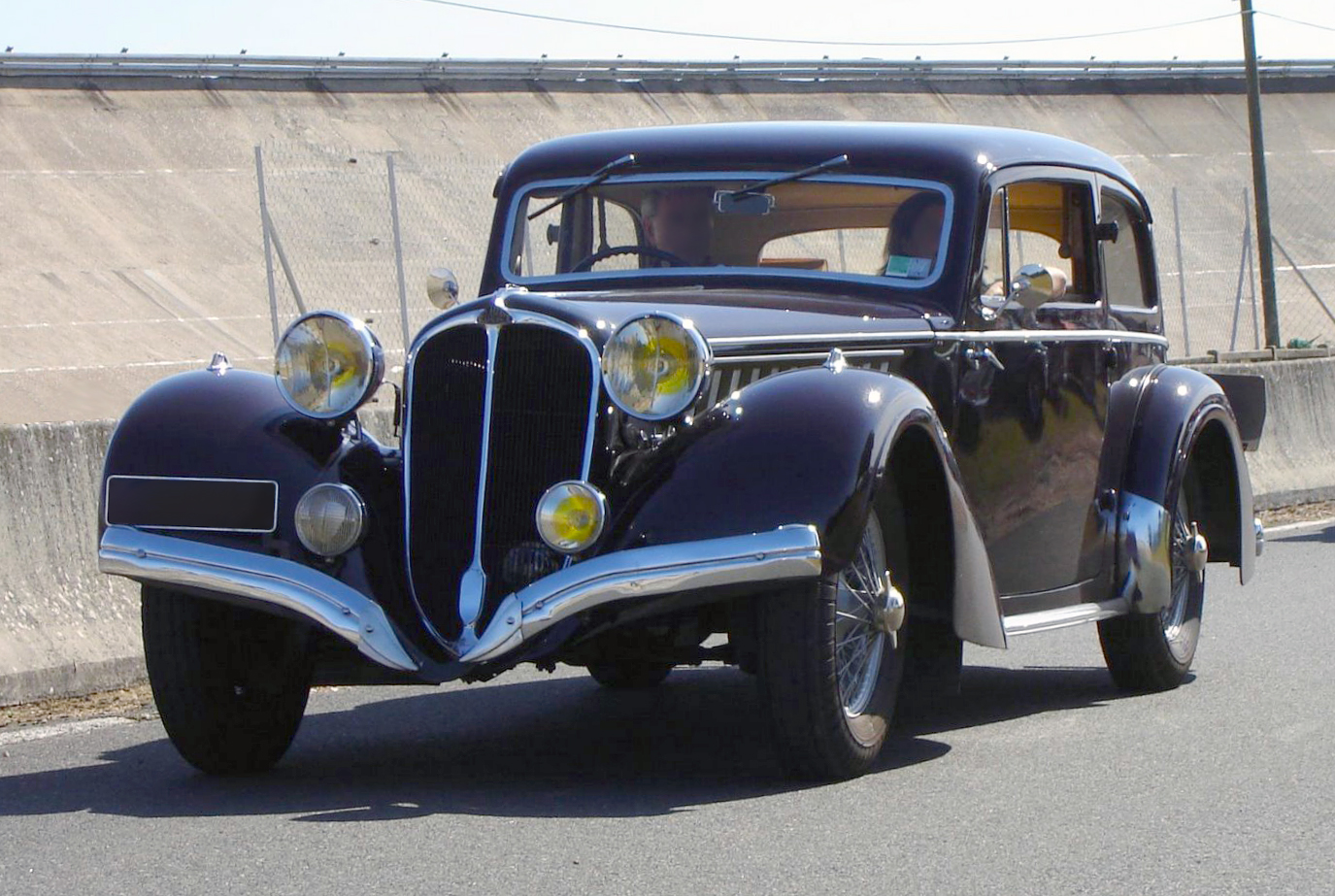
Delahaye Туре 135 Sport 18CV Coach Autobineau

Проте вже в жовтні 1935 року на Паризькому автосалоні представляють зовсім інші Туре 135. Шасі машини було нижчим, легшим і, головне, на 21 см коротшим, ніж шасі Туре 138. На його базі було представлено чотири варіанти цієї машини: Туре 135 Sport 18CV з 3.2 л 95 к/с, Туре 135 Coupe des Alpes 18CV з мотором того ж об'єму, але потужністю 113 к/с, Туре 135 Competition 20CV з 3.5 л мотором потужністю 120 к/с, ця ж модель пропонувалася з укороченими в базі до 2.7 м шасі — «Court» (у звичайній версії вони були довжиною 2.95 м).

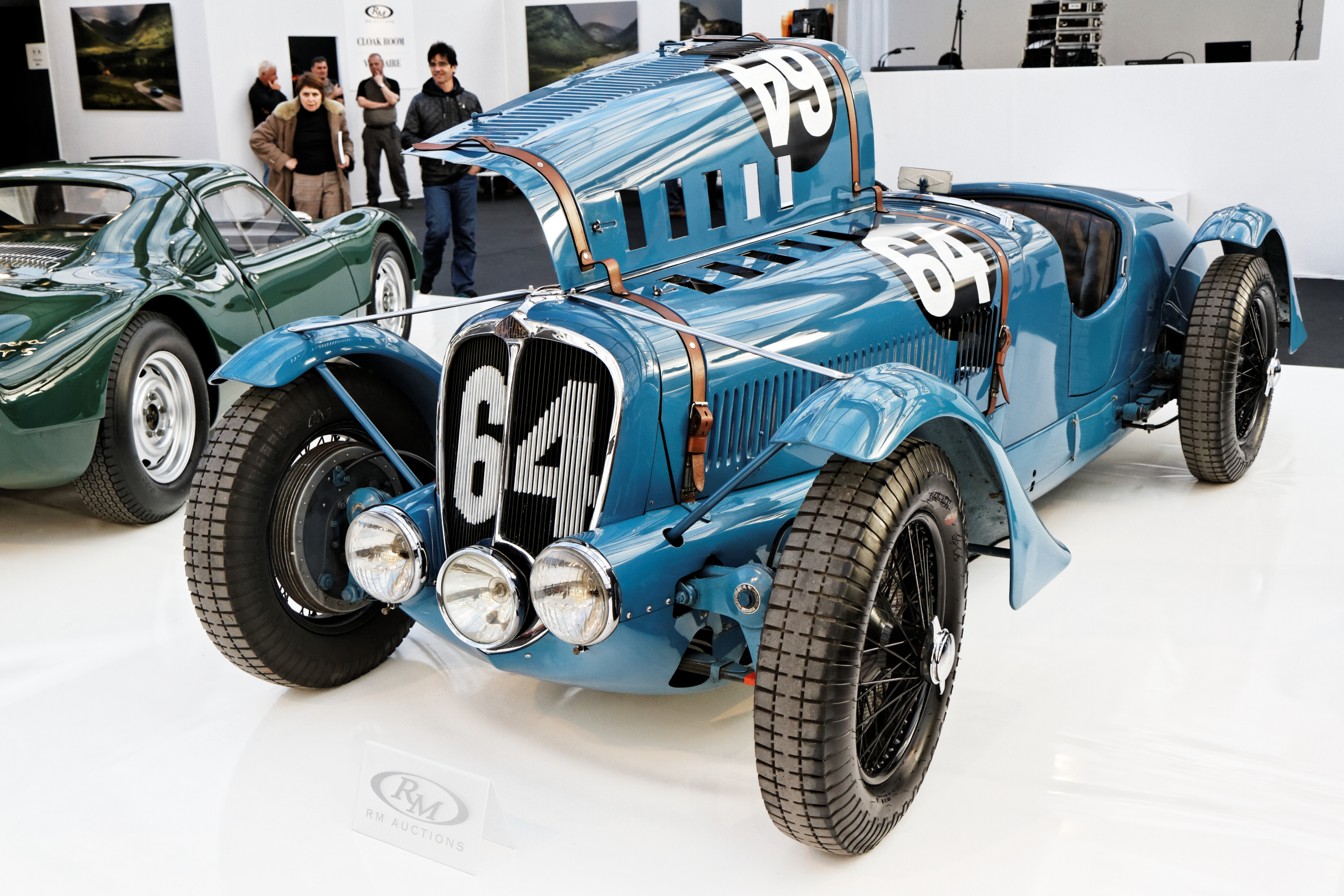
Delahaye Туре 135 Competition Speciale 20CV

Але за замовленням мадам Люсі фірма підготувала і щось незвичайне — Туре 135 Competition Speciale 20CV, теж з 3.5 л мотором, але вже потужністю 152 к/с. Остання мала теж шасі з базою в 2.7 м, але вони відрізнялися за шириною колії і вагою, рама посередині була просвердлена, але при цьому мала додаткові поперечки, задній міст був виготовлений з магнієвого сплаву, з нього ж було зроблено кермове управління, в підсумку, на відміну інших варіантів, ця машина могла розганятися до 185 км/год, всього було побудовано 14 машин, дві з яких належало самій Шелл, і ще на 12 машин вона знайшла покупців, на радість Вайффенбаху.
Але ще до прем'єри нового модельного ряду Туре 138 Coupe des Alpes продовжує приносити перемоги, так в Ле-Мані у класі до 5 л Мішель Парес і Марсель Монген приходять другими, або 5-ми в загальному заліку, ним же дістається третє місце в Тарца Абруццо. Перро ж займає лідируючі позиції в Альпійських ралі, Гран-прі Реймса і на гонках в Орлеані. Перемоги у спорті залучили товстосумів, які захотіли мати швидкі і надійні автомобілі, в той же час фірма не мала своїх майстерень з виготовлення кузовів, що підштовхнуло до створення шедеврів на шасі цих машин. Самі шасі — легкі і низькі, теж полюбилися кузовщикам, і кожен з таких грандів, як Letourneur & Marchand, Figoni & Falaschi, Guilloré, Saoutchik, Antem, Autobineau, Pourtout, або Chapron, намагався побудувати щось незвичайне для участі в конкурсах елегантності.
У тому ж році підприємство, що належить Франсуа Демаре (синові Леона Демаре) і П'єру Пенье (племіннику Леона Демаре і Жоржа Морана) викуповує фірму Delage у дилера цієї марки. До речі, двома роками раніше Delahaye викупила збанкрутілий у 1930 році Chaigneau-Brasier, чиї виробничі потужності стали використовувати у своїх цілях.

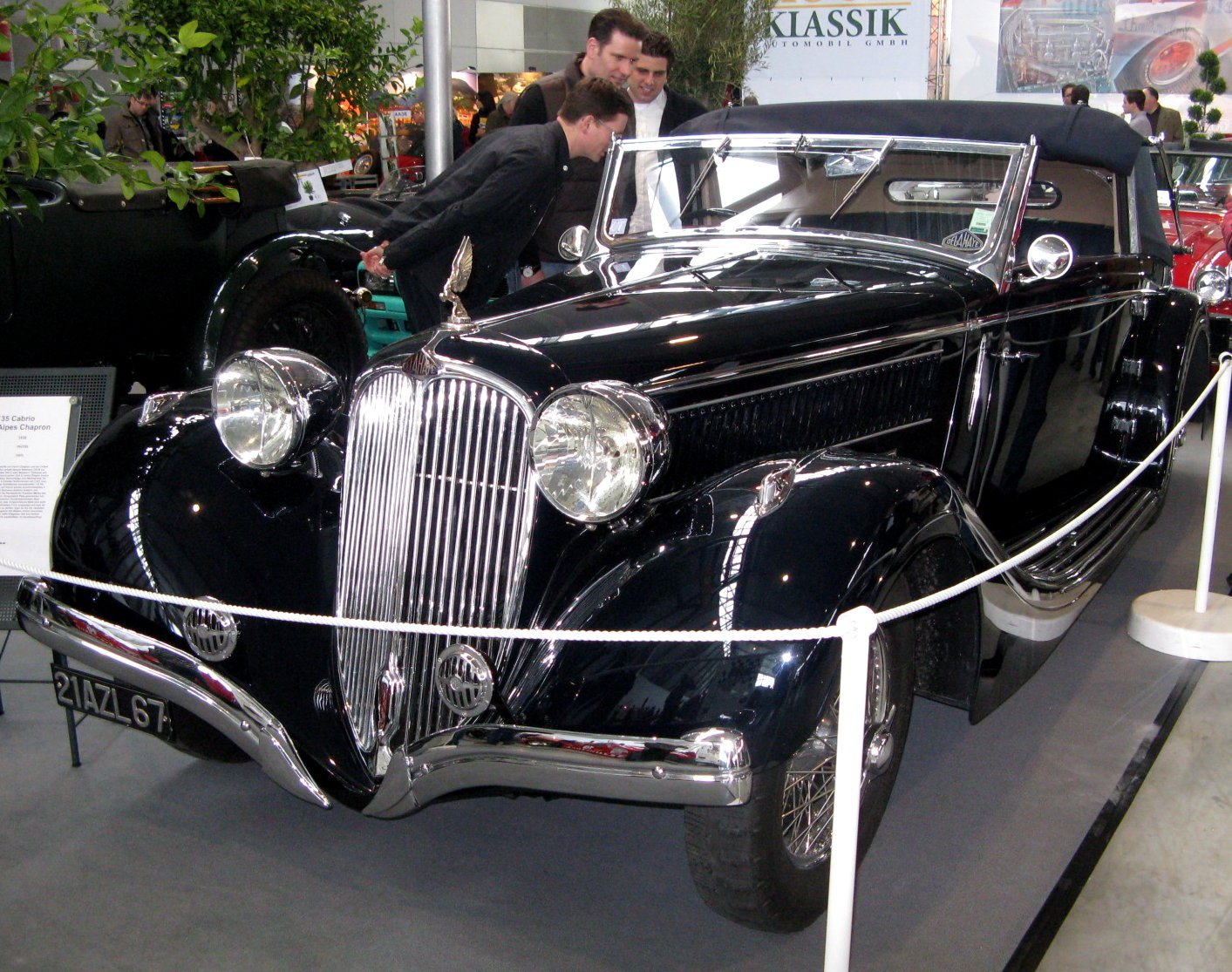
Delahaye Type 135N 12CV Sedan Autobineau

У січні подружжя Шелл бере в черговий раз участь у Ралі Монте Карло, вони стартують з Афін і фінішують другими в Монте Карло, відставши від переможця всього на пів очка. Крім цього машини цієї марки виграють Ралі Париж — Сен-Рафаель, Ралі Париж — Ніцца, і в Ла Турбі, 2-е та 3-є місця зайняті в 24-годинних гонках в Спа і на Гран-прі Франції. Серед серійних машин відбуваються рокіровки, так моделі Туре 132, Туре 134 і її довгобазий варіант Туре 154, а також Туре 138 знімаються з виробництва. Основною моделлю стає Туре 135, однак разом з тим з'являється і оновлена модель Туре 134N, якій підняли потужність до 50 к/с і яка отримала новий дизайн кузова.

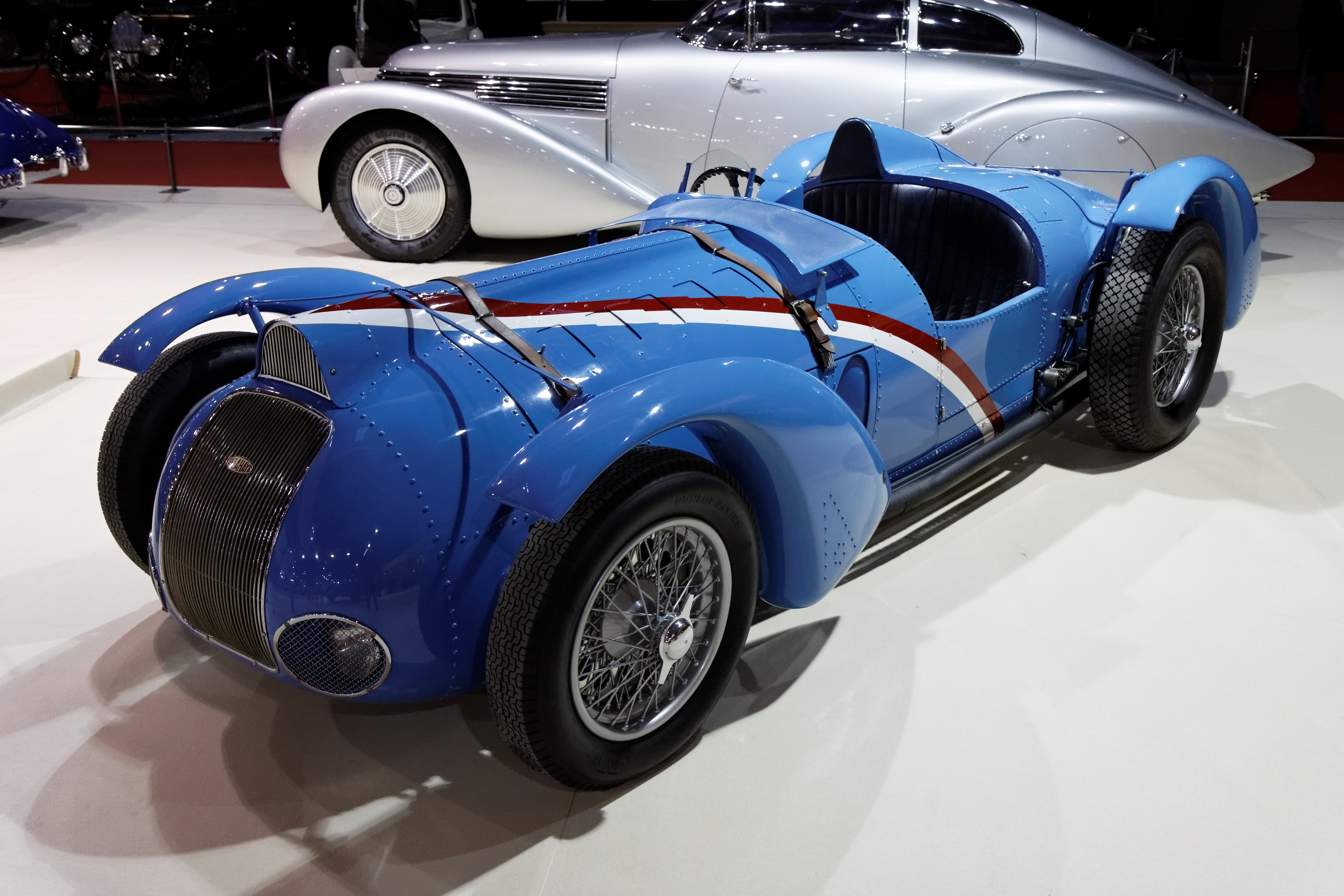
Delahaye Type 145. На цій машині немає фар, які височіли над капотом.

У 1936 році Люсі Шелл стає єдиною спадкоємицею батьківського стану, тепер ніщо не може тримати її у вузді, вона пропонує створити щось більш потужне, ніж існує сьогодні у фірми, вона заявляє Вайффенбаху, щоб її ім'я означало для Франції стільки ж, скільки прізвище Феррарі для Італії (Феррарі керував гоночною програмою фірми Alfa Romeo). Франсуа знову сідає за креслярський стіл і починає проектувати гоночний автомобіль, який відповідав регламентам Гран-прі 1937 року, це мав бути 4.5 л V12, проте з різних причин новий регламент відклали на 1938 рік, і у Франсуа був час для роботи. У червні 1937 року на трасі в Монлері вперше був представлений новий болід, 4.5 л мотор V12 мав 3 розподільчих вала, блок відлитий з магнієвого сплаву, розвивав він 238 к/с, шасі було запозичене від Type 135 CS, на заводських випробуваннях машина була здатна розвинути швидкість в 265 км/год. Однак коли машину вигнали з фургону, трибуни стихли, не було ні овацій, ні радісних вигуків, тільки тихе перешіптування, бо машина виявилася, м'яко кажучи, непривабливою, почулися жарти, що мадам Люсі попросила побудувати машину, схожу на її бульдога.
Через 3 тижні машина дебютувала в гонках в Марне, проте до фінішу вона не дійшла. Так як в Німеччині і в Італії виробники гоночних автомобілів спонсорувались державою, а у Франції фірми повинні були розробляти своїми силами автомобілі, які відстоювали честь країни, то уряд Франції вирішує виділити мільйон франків тій фірмі, чия машина на трасі Монлері, проїхавши 200 км, покаже кращу швидкість, ніж 146.5 км/год. Головним претендентом на перемогу вважався Вімійе, виступаючий на Bugatti, але до головної події він потрапляє в аварію на звичайній машині, проте він вирішує виступити в гонці за головний приз, за кермо нового Delahaye Type 145 сів Рене Дрейфус, як і очікувалося, більшу частину гонки лідирував Вімійе на компресорній машині, проте за недовго до фінішу він зійшов із траси, і стало ясно, що мільйон перейде в кишеню Delahaye, головне було, щоб машина не зійшла з дистанції, в результаті від призового мільйона 200 тисяч осіло в гаманці переможця — Рене Дрейфуса. Модель Туре 135CS в той же час продовжувала збирати урожай призів, так в Ле-Мані дві машини зайняли 2 і 3 місця, поступилися пальмою першості тільки компресорному Bugatti T57G, а в Ралі Монте Карло Бегейль і Кінлен завойовують головний приз.

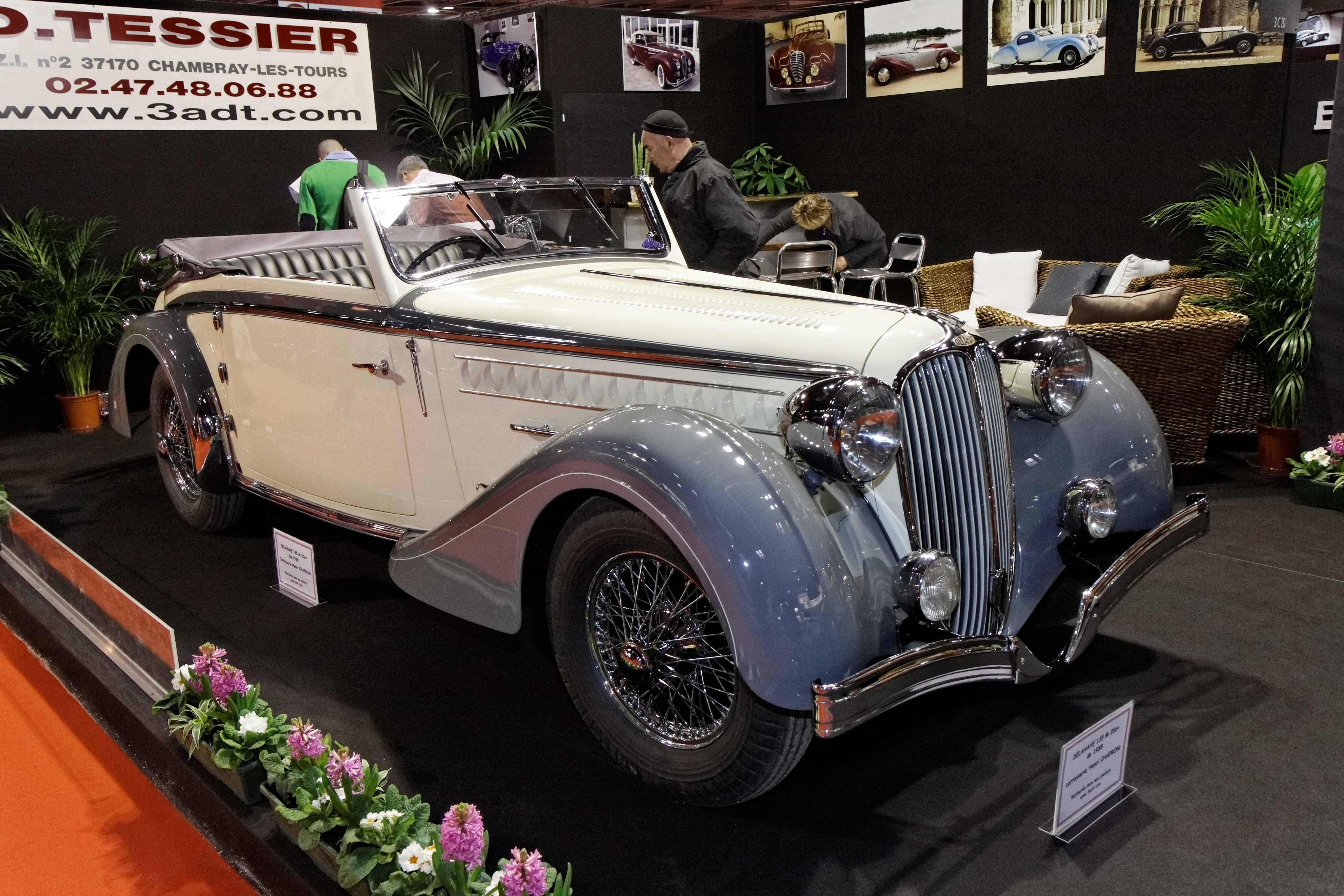
Delahaye Type 135M 20CV

У кінці 1937 року подають і новий модельний ряд, так модель Туре 134 обзаводиться більш потужним 2.3 л варіантом — Type 134G, Type 135 тепер має два серійних варіанти: або M з 3.55 л 115 к/с мотором, або MS (Modifie Speciale) з 135 к/с під капотом, також на подовженій базі Туре 135 з'являється варіант Туре 148 20CV — версія лімузин для багатих панів, бажаючих мати потужну і в той же час легку машину.

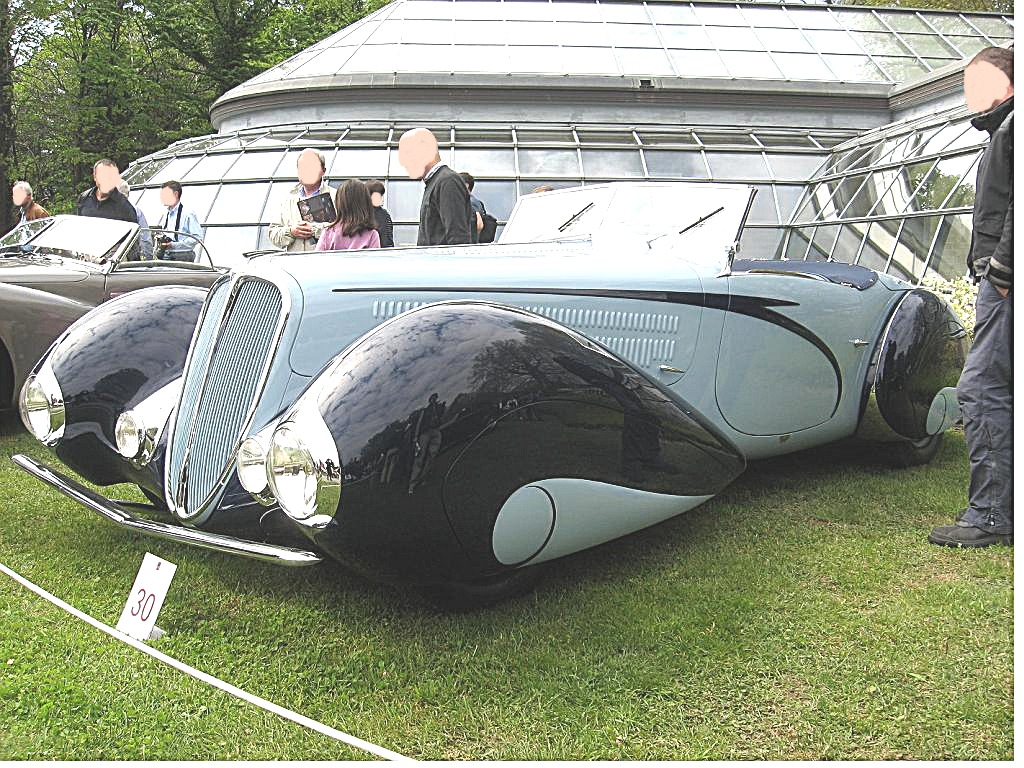
Delahaye Туре 135M Cabriolet by Figoni & Falaschi

У 1938 році нарешті проводиться чемпіонат Гран-прі з новим регламентом. У Гран-прі По Mercedes-Benz виставив дві «Срібні стріли» — Mercedes-Benz W154 з 474-сильним мотором, проте після тренувальних заїздів одна із «стріл» відмовила, Рудольф Караччіола вирішив взяти участь на другій машині, всі три італійських Alfa Romeo Tipo 308 взагалі зламалися, а одна ще й загорілася, після чого розсерджений Таціо Нуволарі пообіцяв більше ніколи не сідати за кермо Alfa Romeo. У підсумку на старт вийшло всього 8 екіпажів: два Delahaye Type 145 з Дрейфусом і Комотті, Рудольф Караччіола на MB W154, граф Жорж Рафаель Бетено де Монбрессо, більш відомий як «Раф», а також Ланца та Негро на Maserati 6CM, Моріс Трентіньян на Bugatti T35C та Ів Матра на Bugatti T51. Звісно, лідерство відразу захопив Караччіола на більш потужному Mercedes, однак на вузьких іспанських вуличках Дрейфус не відставав від лідера, якому вдавалося відриватися на прямих ділянках, проте у потужної машини є і зворотна сторона медалі — вона жере паливо відрами, так сталося і з німецькою машиною, яка в середині гонки пішла на дозаправку. Лідером став Дрейфус, проте незабаром Ланг, який замінив Караччіолу, став доганяти нового лідера, фінал був видовищний, розрив між Дрейфусом і Лангом був всього у дві хвилини. У підсумку корп-фюреру Хюнлайну довелося писати пояснювальну своєму керівництву, чому якийсь єврей на французькій марці, яка відома тільки завдяки своїм вантажівкам, обходить найкращі німецькі гоночні автомобілі. А поки на трасах йдуть баталії на міжнародному рівні, у Франції найкращі кузовщики працюють, як можуть, над шасі Delahaye Type 135M/MS, які розкуповуються на ура патріотами Франції.

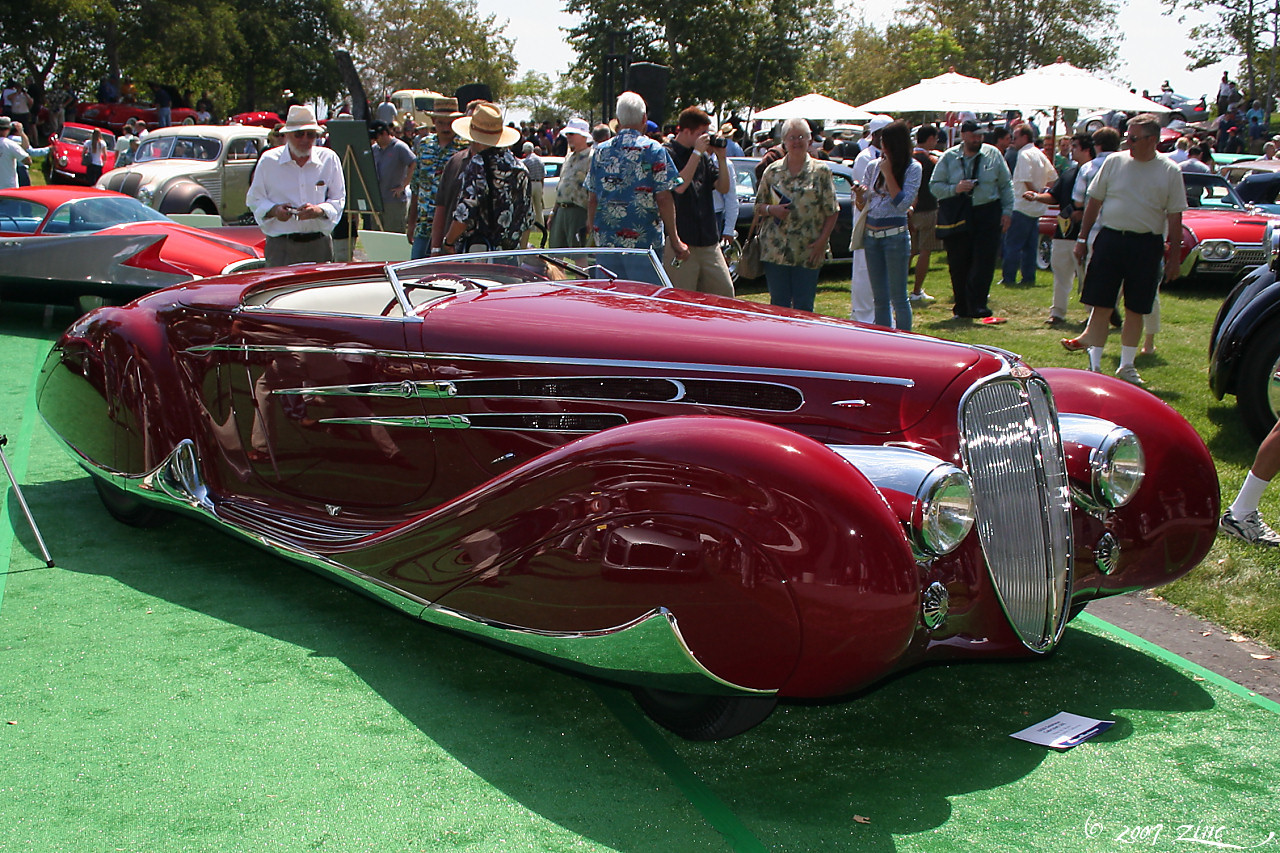
Delahaye Туре 165 26CV Cabriolet by Figoni & Falaschi

У 1938 році Delahaye нарешті скоряється Ле-Ман, автомобілі Туре 135CS займають першу, другу і четверту сходинку в загальному списку, причому, що примітно, на машині Юджина Шабо і Жана Тремуле відмовила коробка передач, і вони більше половини марафону їхали тільки з єдиною 4-ю передачею. Невдовзі з'являється цивільна версія боліда Type 145, яка отримала індекс Type 165, мотор був дефорсований до 175 к/с, коробка передач була 4-ступінчастою преселективною від Cotal, розганявся цей автомобіль до 185 км/год. Цій машині було призначено стати найдорожчою з французьких, які випускалися в кінці 30-х років, так що було побудовано всього дві такі машини. До речі, Туре 165 був першим у Delahaye, який отримав гідравлічний привід гальм.
У 1938 році знову за фінансової підтримки Шелл будується модель з кузовом монопосто — Туре 155. Під капотом цієї машини був той же 4.5 л V12, однак всупереч очікуванням ця машина була названа найгіршою машиною за всю історію марки, і якщо з двигуном не було проблем, то з керуванням якраз виникли проблеми, надалі ця машина брала участь у різних змаганнях, у тому числі і після війни, але єдиний раз, коли машина фінішувала, вона зайняла 7-е місце, інші одинадцять заходів закінчилися передчасним сходом з траси.
У грудні 1938 року з'являється ще одна модель — Туре 168, ця машина мала шасі від Туре 148, на які встановили кузов від Renault Viva Grand Sport. Справа в тому, що Delahaye був монополістом на французькому ринку пожежних машин, Луї Рено вирішив також почати випускати аналогічну продукцію, склавши конкуренцію фірмі з вулиці Банкірів, однак Демаре почав скандалити, і Рено вирішив відмовитися від цієї затії, якщо Delahaye викупить у Renault кузови від вищеназваної машини. Не дивлячись на те, що мотор і шасі були ідентичні Туре 148L, у машин були і відмінності, так замість преселективної коробки передач Cotal на неї ставили аналогічну, але проблемну Wilson, колеса машини були застарілого артилерійського типу, фірма всякими способами намагалася обмежити виробництво цих «підкидьків». Але машина зацікавила військових, які і викупили майже всі 30 машин, з одного боку, вони мали автомобілі, які зовні були схожі на менш пафосний Renault, але в той же час замість 85-сильного 4-літрового мотора вони мали більш потужний мотор на більш легких шасі, а значить — і більш швидкохідну машину.
1939 рік не був уже настільки вдалим в Ле-Мані, Вільнев приходить всього лише 6-м в загальному заліку, щоправда, він займає третю сходинку п'єдесталу в класі до 5 л. На Гран-прі краще 5-го місця вже не зайняли, починається Друга світова війна, фірма припиняє виробництво легкових автомобілів, зосередившись на вантажівках. Лаурі Шелл незадовго до початку війни гине в автомобільній аварії, і його дружина Люсі Шелл переїжджає назад в США, попутно прихопивши з собою Дрейфуса, який починає ганяти в її команді, що перейшла на автомобілі марки Maserati.

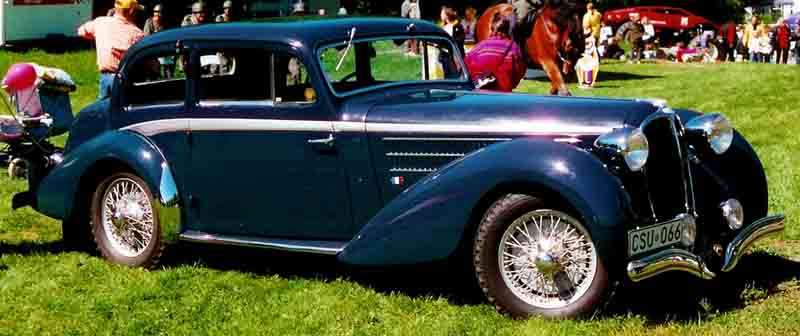
Delahaye Туре 135M Coach Guillore

Під час війни фірма увійшла до складу групи Generale Francaise de Constuction Automobile, куди крім неї ще потрапили Simca, UNIC і Bernard & Laffly, проте, як не дивно, але крім вантажівок тривала збірка і легкових автомобілів, правда тільки на замовлення урядового гаража. Незабаром після війни продовжилась збірка довоєнних моделей, це були моделі Туре 134G і Туре 148, проте вже через рік покупцям було запропоновано і Туре 135M.

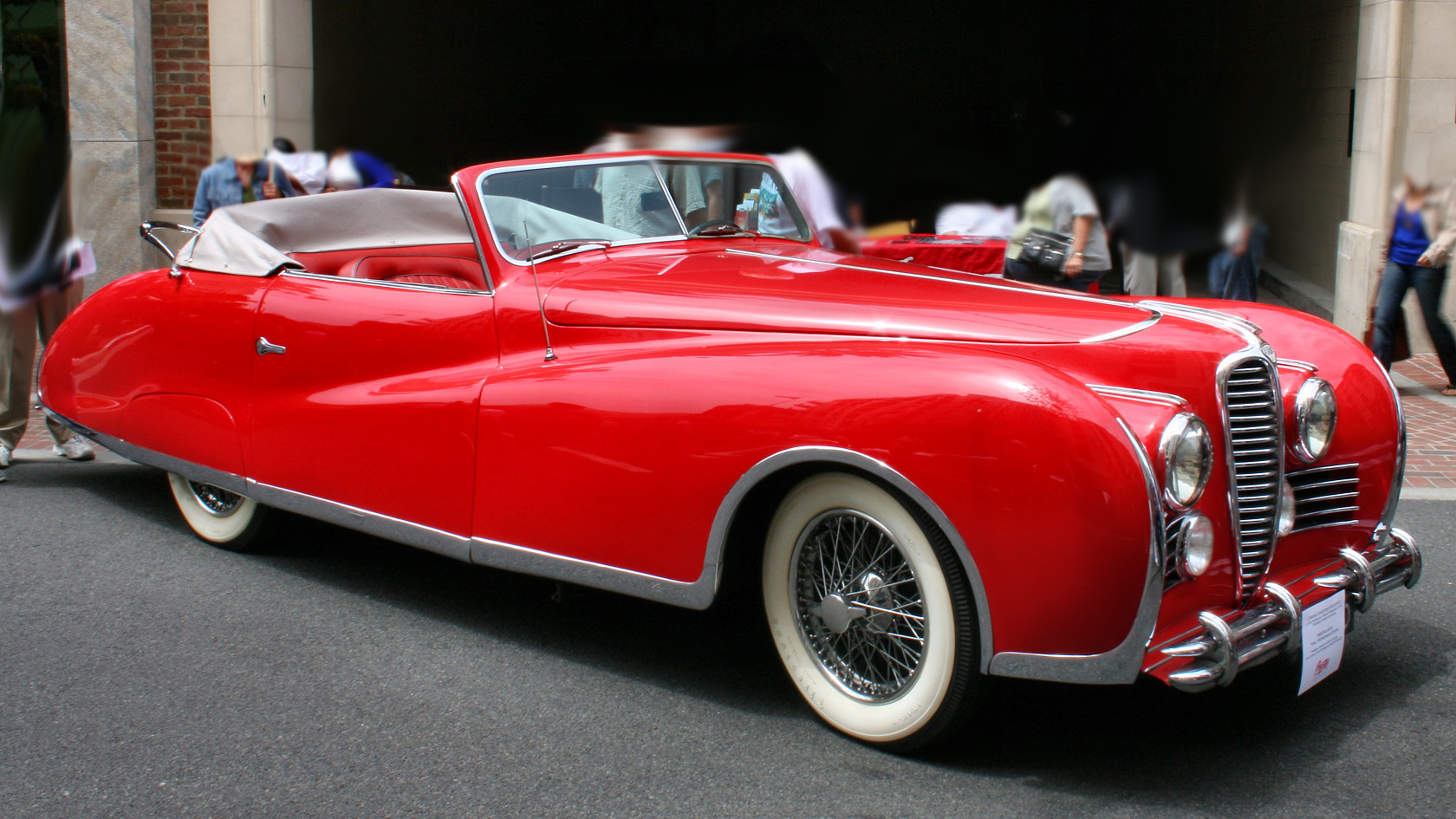
Delahaye Туре 175

План Понса зазвичай ставив хрест на кар'єрі більшості марок, але в цей раз міністр Понс дає добро на розробку топової машини під маркою Delahaye. На його думку, такі машини повинні користуватися попитом на експортних ринках, яких не особливо торкнулися військові дії, тобто в першу чергу — американський. У підсумку в жовтні 1946 року на першому повоєнному автосалоні, де в основному були представлені дешеві й доступні машини, публіка побачила щось мозоляще очі небагатій публіці, це був Delahaye Type 175. Під капотом цієї машини знаходився 4.5 л 6-циліндровий двигун, мотор був розточений з 3.5 л мотора серії 103, який, до того ж, отримав 7 опорних вальниць замість 4-х, передня незалежна підвіска «типу Дюбоне» працювала разом із залежною задньою «типу Де Діона», коробка передач — 4-ступенева преселективна Cotal. Гальма мають гідравлічний привід, але головне кермо тепер знаходиться на лівій стороні, автором цієї машини був новий конструктор — Філіп Шарбонно.

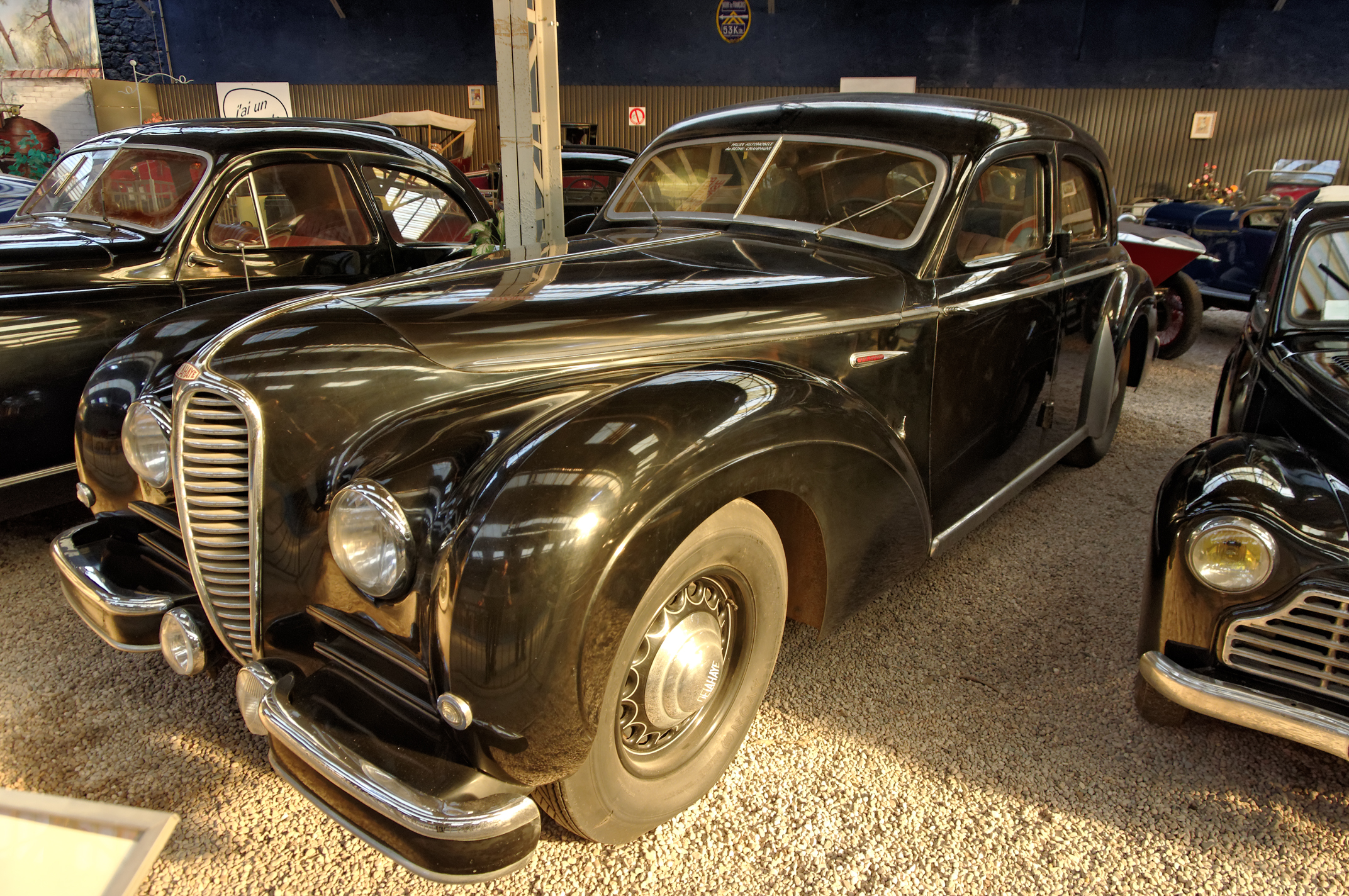
Delahaye Type 180 26CV Limousine

Машина, яка могла, залежно від кількості карбюраторів та їх налаштування, розвивати від 120 (Type 175) до 140 к/с (Туре 175S), стала випускатися тільки в 1947 році, бо на момент показу була ще сирою, головною особливістю стало те, що шасі виходило з готовою носовою частиною, і кузовщикам заборонили її змінювати, щоб у людей зафіксувалася в пам'яті нова лицьова частина машини. Тепер модельний ряд складали тільки моделі Туре 135 і Туре 175, проте через рік вибір моделей розширився за рахунок більш довгих варіантів 4.5 л машини — Туре 178, був збільшений в базі до 3.15 м (+20 см порівняно з 175), і Type 180 (3.33 м), останній випускався тільки у варіанті лімузин, і один з цих автомобілів в броньованому вигляді був замовлений лідером французьких комуністів у фірми Chapron.

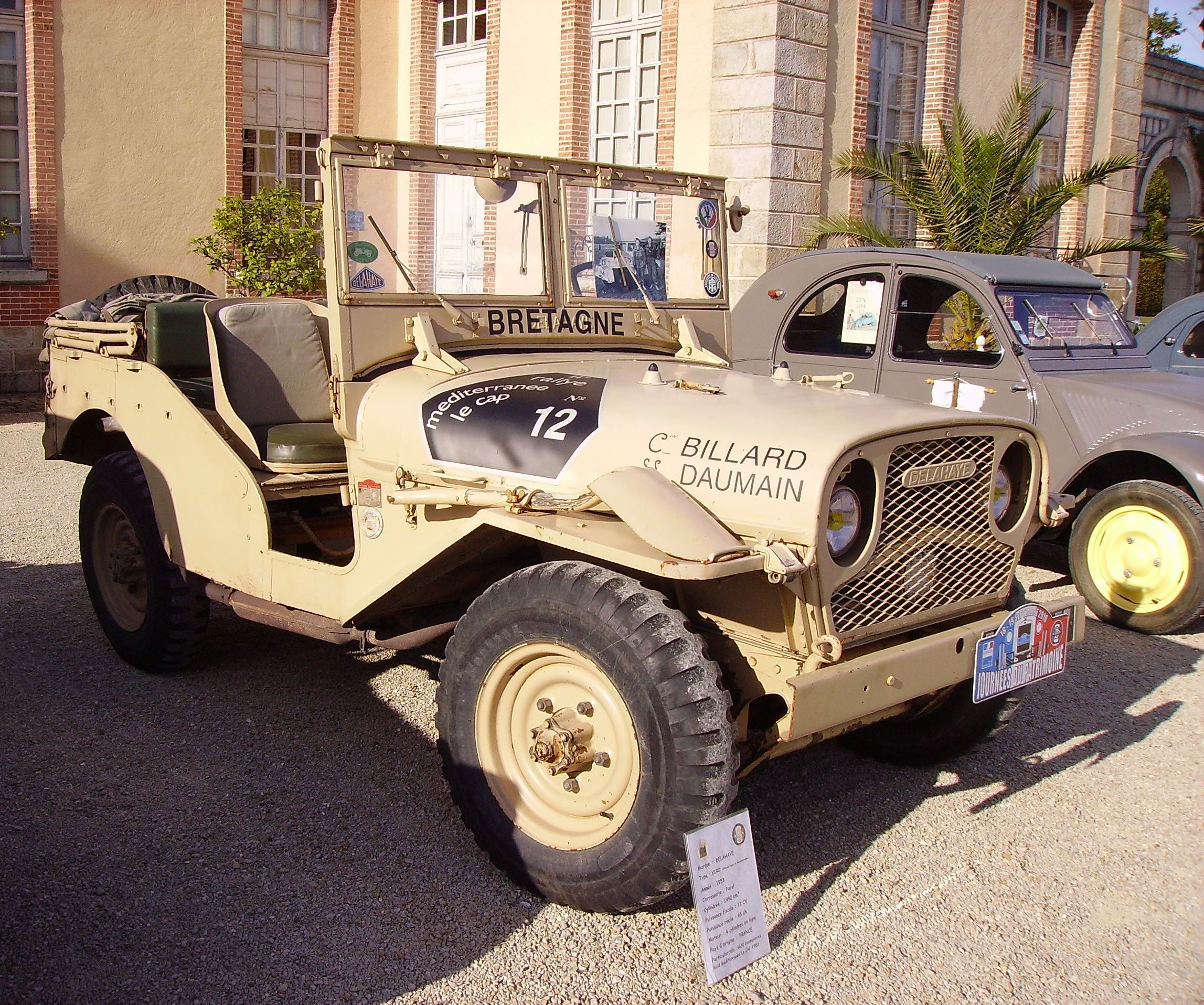
Delahaye VLRD

У 1948 році для потреб армії та фермерів починається проектування повнопривідного автомобіля з незалежною підвіскою всіх коліс і 4-ступінчастою коробкою передач, яка мала ще й понижуючі передачі, проект назвали Delta. Перші машини, що отримали назву Voiture Légère de Reconnaissance Delahaye або скорочено VLRD, були вже готові наприкінці 1949 року, коли почалося їх тестування. Не дивлячись на те, що машина зовні схожа на Willys, вона більша в розмірах і важча, конструкція підвіски теж розрізняється, під її капотом переховувався 2-літровий 63-сильний двигун.

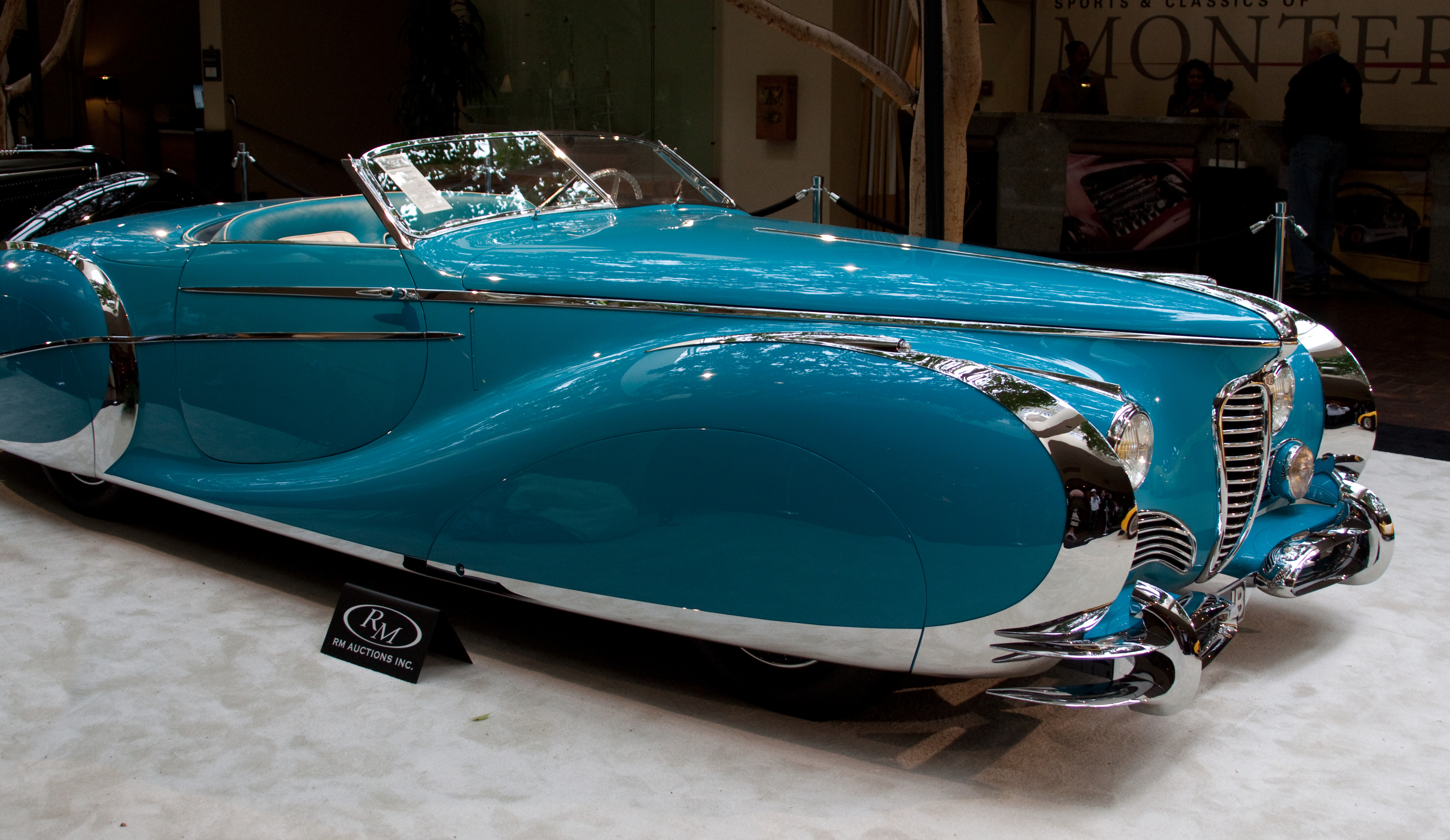
Delahaye Туре 175S 26CV Roadster Saoutchik

Продажі машин хоч і не були приголомшуючими, але вони трималися на рівні в 500—550 автомобілів на рік, саме в цей період з'являються різні епатажні варіанти топової моделі, також в 1949 році спортивний 175S виграє Гран-прі в Комп'єні. У 1950 році продажі падають більш ніж в 2.5 рази, причиною тому була застаріла конструкція автомобілів 135-ї серії і надмірна дорожнеча серії 175/178/180, яка не виправдала надії, навіть не дивлячись на те, що машина виграла в Ралі Монте Карло в 1951 році, покупці не поспішали замовити флагман фірми, і в підсумку за рік своїх покупців знайшла всього 71 машина.

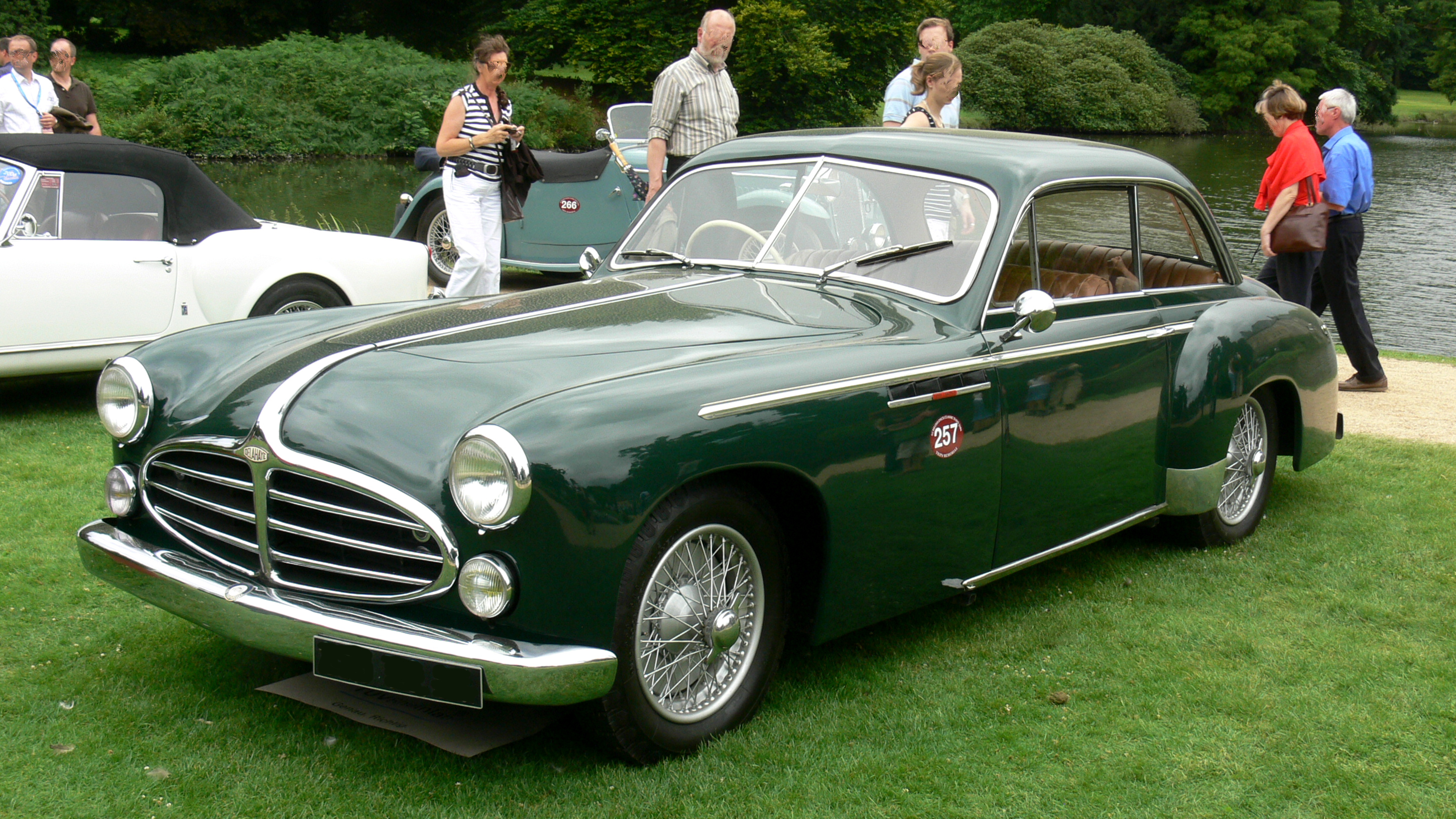
Delahaye Type 235 20CV Chapron Coach

Восени 1951 року на Паризькому автосалоні була продемонстрована нова модель — Туре 235, яка змінила на конвеєрі дві моделі: Type 175/178/180 і Туре 135MS. Вона була побудована на шасі 135-ї моделі, під капотом був уже старий знайомий двигун об'ємом 3.55 л, потужність якого довели до 152 к/с, за технічне оновлення відповідав Фернан Лакур, понтонний кузов був розроблений Шарбонно.
Однак кузови виявилися досить важкими, і машина з потужним мотором могла розганятися тільки до 170 км/год, до того ж новинка теж виявилася занадто дорогою. Положення врятувала поява пасажирської версії пікапа Туре 171, який з'явився роком раніше, а також той факт, що французька армія нарешті взяла на озброєння позашляховик VLRD. Новий Туре 171 Break оснащувався тим же 3.5 л мотором, якому зменшили ступінь стиснення, тому що основними ринками збуту цієї машини бачилися колонії Франції, де не було якісного палива, так що тепер мотор видавав всього 80 к/с. Ходова частина була побудована за типом позашляховика VLRD з тією лише різницею, що Туре 171 мав тільки задній привід, кузов на 9 місць будувався фірмою Carrosserie de Levallois.

## Delahaye у складі компанії Hotchkiss

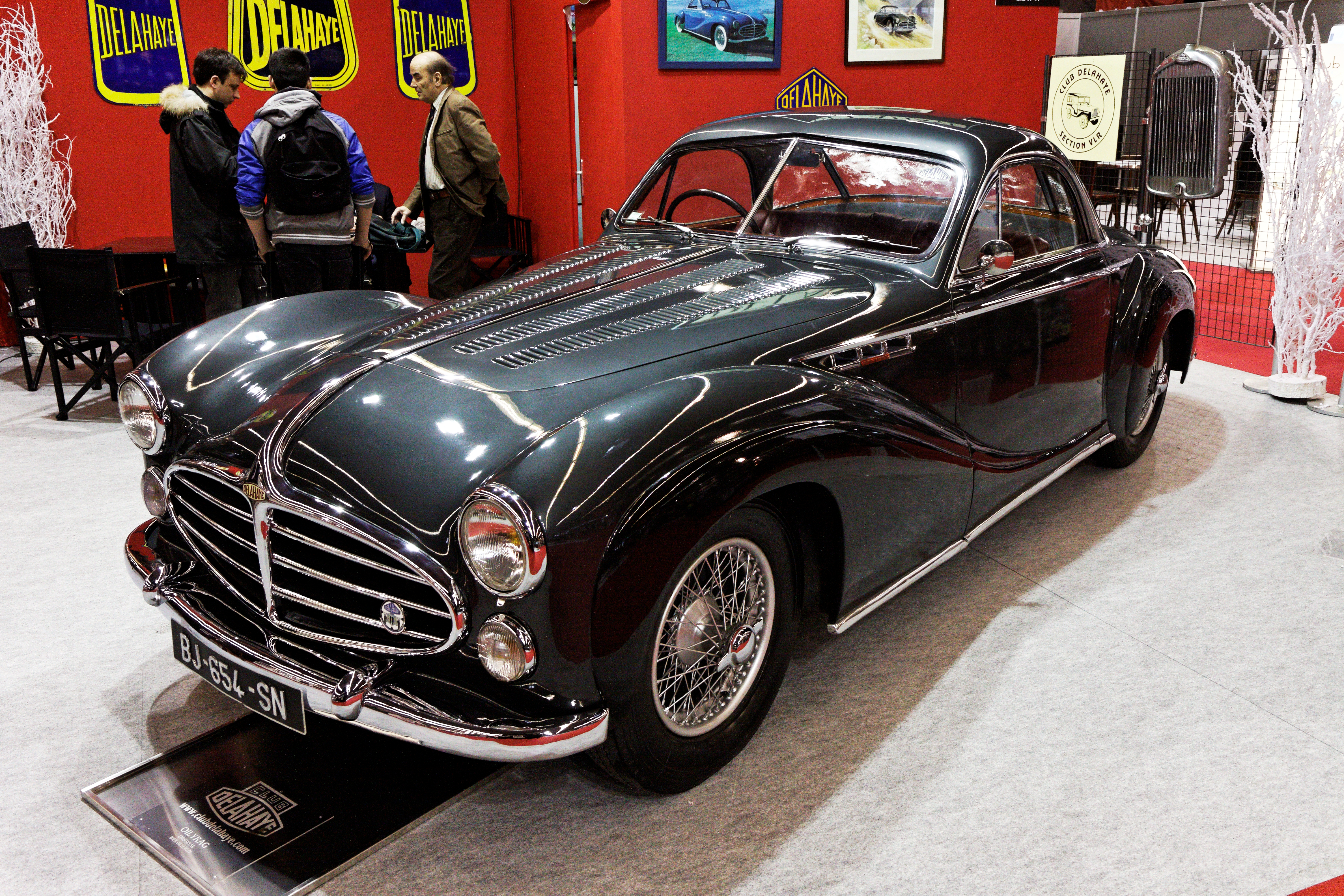
Delahaye Type 235 20CV Coach Figoni

У 1952 році модель 135M також залишає конвеєр. За ті роки, що ця серія випускалася, було реалізовано близько 2000 примірників, однак продажі нової машини теж не радують, ціна майже вдвічі вища, ніж у Jaguar XK120, який, до того ж, швидший. Щоб повернути інтерес до марки, фірма вирішує взяти участь у пробігу з Кейптауна до Алжиру на Туре 235 і, незважаючи на успішне подолання траси, клієнтура не кинулася купувати цю машину, кузови для якої тепер випускає тільки Анрі Шапрон, які пропонуються як заводський варіант. У 1953 році продано всього 36 машин серії Туре 235, через рік будують ще 5 подібних машин і близько 25 універсалів Туре 171. Власники компанії вирішують продати своє підприємство фірмі Société des Automobiles Hotchkiss, яка тепер називається Société Hotchkiss-Delahaye. У червні 1954 року виробництво легкових машин припинилось, але восени фірма бере участь на автомобільній виставці в Парижі, проте головною метою було не продемонструвати свою продукцію, а розпродаж 16-ти автомобілів, що залишилися на складах.

## Припинення виробництва автомобілів. Закриття компанії
Нові власники вирішують припинити виробництво легкових автомобілів. До того ж армія з приходом до влади Шарля де Голля вирішила відмовитися від моделі VLRD на користь позашляховиків Hotchkiss M201, копії простіших Willys MB. Ще якийсь час випускалися вантажівки під маркою Hotchkiss-Delahaye, поки фірму Société Hotchkiss-Delahaye не викупила компанія Brandt, що випускає домашню техніку. Виробництво вантажівок на заводі Delahaye було припинено в 1956 році, після чого, озлоблені втратою робочих місць, працівники фірми підпалили головний офіс. Так безславно закінчилася історія бренду.
Тепер бренд Delahaye належить фірмі, яка випускає одяг; будівля заводу, де випускали машини, нині відома як Національна вища школа хімії та біології, а про легенди 30-х років нагадує пам'ятна табличка.
Також у США існує фірма Delahaye USA, яка не є наступницею французької фірми, ця фірма робить репліки, а іноді просто побудовані за мотивами легендарних автомобілів 30-х років склопластикові кузови. Тому, коли журналісти пишуть, що в США воскресла марка Delahaye, — це спотворення фактів, не більше.

## Список легкових автомобілів Delahaye
- 1894 — Delahaye Type 1
- 1898 — Delahaye Type 2
  - Delahaye Type 0
- 1902 — Delahaye Type 10B
- 1903 — Delahaye Type 13B
- 1904 — Delahaye Type 21
  - Delahaye Type 15B
- 1905 — Delahaye Type 37
  - Delahaye 45/60CV
- 1907 — Delahaye Type 28
- 1908 — Delahaye Type 32
- 1910 — Delahaye Type 32D
- 1911 — Delahaye Type 58
  - Delahaye Type 44
- 1919 — Delahaye Type 64N
- 1920 — Delahaye Type 84
- 1921 — Delahaye Type 87
- 1922 — Delahaye Type 84N
  - Delahaye Type 82
- 1924 — Delahaye Type 92
  - Delahaye Type 102
- 1925 — Delahaye Type 97
- 1927 — Delahaye Type 112
- 1928 — Delahaye Type 107
  - Delahaye Type 108
- 1929 — Delahaye Type 109
  - Delahaye Type 110
- 1930 — Delahaye Type 124
- 1932 — Delahaye Type 126
  - Delahaye Type 122
  - Delahaye Type 123
  - Delahaye Type 126M
- 1933 — Delahaye Type 134
  - Delahaye Type 138
  - Delahaye Type 132
- 1935 — Delahaye Type 135
  - Delahaye Type 154
  - Delahaye Type 134N
- 1936 — Delahaye Type 145
- 1937 — Delahaye Type 134G
  - Delahaye Type 148
- 1938 — Delahaye Type 165
  - Delahaye Type 155
  - Delahaye Type 168
- 1946 — Delahaye Type 175
- 1947 — Delahaye Type 178
  - Delahaye Type 180
- 1948 — Delahaye VLRD
- 1951 — Delahaye Type 235
  - Delahaye Type 171